# 18 de abril
El 18 de abril es el 108.º (centésimo octavo) día del año en el calendario gregoriano y el 109.º en los años bisiestos. Quedan 257 días para finalizar el año.

## Acontecimientos
- 309: en Roma (península italiana), el religioso griego Eusebio es coronado como Papa. En el futuro será canonizado (convertido en «Santo»).
- 1025: en Gniezno (Polonia) Boleslao I es coronado rey.
- 1188: comienzan las Cortes del Reino de León, las primeras de la historia en dar voz y voto a los tres estamentos de ese momento; el clero, la nobleza y el pueblo llano.
- 1491: desde Córdoba (en la actual España), el rey Fernando el Católico emprende la marcha para la conquista de Granada, en poder de los musulmanes, iniciando así la última fase de la conquista del Reino Nazarí de Granada.
- 1506: en Roma, el papa Julio II coloca la primera piedra de la basílica de San Pedro.
- 1518: en Polonia, Bona Sforza es coronada reina consorte.
- 1521: segundo día del juicio a Martín Lutero durante la asamblea de Dieta de Worms. Lutero rechaza retractarse de sus manifestaciones aún a riesgo de ser excomulgado.
- 1649: en Puebla de Zaragoza (México) se consagra la catedral metropolitana de la Inmaculada Concepción.
- 1655: en los Valles Valdenses se inician las matanzas de valdenses que se conocen como las Pascuas piamontesas.
- 1689: en Boston (Estados Unidos) se realiza un levantamiento contra sir Edmund Andros.
- 1738: en Madrid (España) se funda la Real Academia de la Historia.
- 1787: en la Academia de Ciencias de Francia (en París), el químico francés Antoine Lavoisier presenta un trabajo sobre la necesidad de la nomenclatura química.
- 1791: en París (Francia) el rey Luis XVI intenta huir de la ciudad con el pretexto de trasladar la corte a Saint Cloud.
- 1815: en El Cerro (La Habana) la sociedad asturiana coloca la primera piedra del edificio destinado a la Quinta Covadonga. Se inaugurará el 18 de abril de 1897. Tras la Revolución cubana será renombrado Hospital Salvador Allende.
- 1835: en el Perú, la villa de Chiclayo es elevada a la categoría de capital de la región Lambayeque.

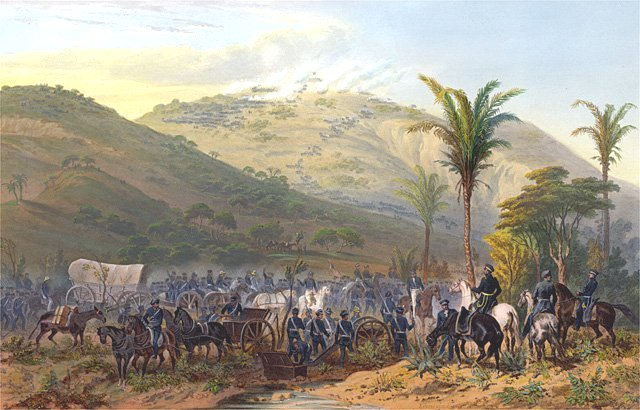
Batalla de Cerro Gordo.

- 1847: en México, en el marco de la Guerra de Intervención estadounidense, los ejércitos de México y de Estados Unidos se enfrentan en la batalla de Cerro Gordo y en la batalla de Tuxpan.
- 1857: en París, el espiritista Allan Kardec publica El libro de los espíritus.
- 1868: Christian Heinrich Friedrich Peters descubre el asteroide (98) Ianthe.
- 1877: Thomas Edison presenta su técnica de grabación sonora, el fonógrafo.
- 1881: en Mesilla (Nuevo México), el delincuente y asesino Billy el Niño escapa de la cárcel del condado de Lincoln.
- 1897: Guerra greco-turca, los turcos bombardean Arta, sin llegar a conquistarla.
- 1902: en Guatemala, un terremoto destruye la ciudad de Quetzaltenango, la segunda de ese país.
- 1904: en París, el socialista y pacifista Jean Jaurès funda el diario L’Humanité.
- 1906: Sismo e incendio en la ciudad de San Francisco (estado de California).

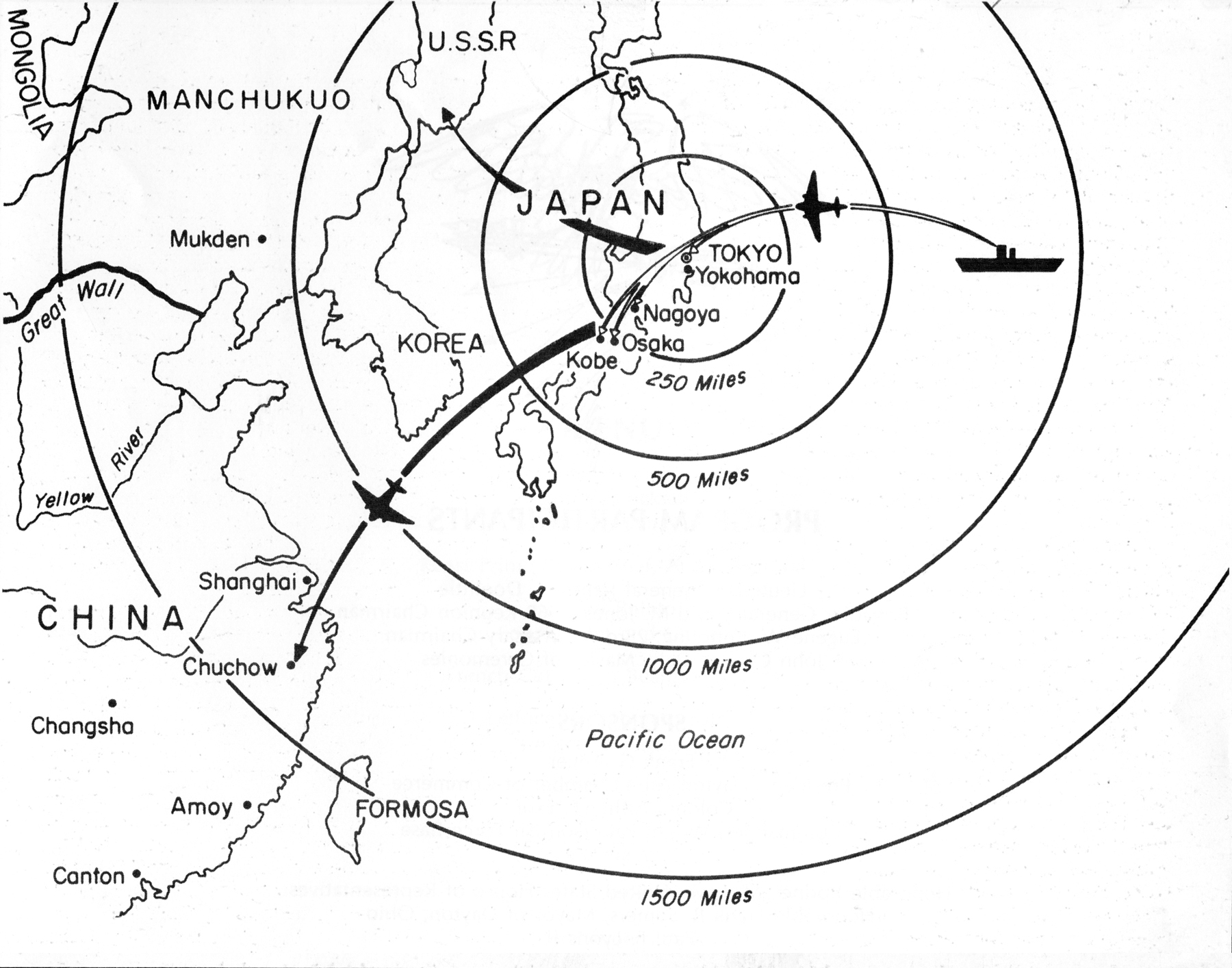
Planes para la incursión Doolittle

- 1909: en el Vaticano, el papa Pío X beatifica a la militar francesa Juana de Arco (1412-1431).
- 1912: el RMS Carpathia llega a Nueva York tras rescatar a 705 supervivientes del hundimiento del hundimiento del Titanic.
- 1915: en la academia militar rusa de Moscú ―en el marco de la Primera Guerra Mundial (1914-1918)―, el físico ruso Nikolái Zelinski (1861-1953) presenta el primer prototipo de máscara antigás (de carbón activado). No la patentará porque afirmaba que no se debía sacar provecho de las desgracias humanas, y el Imperio ruso transfirió el derecho de producirla a los aliados. La única copia que se conserva de esa primera máscara antigás se encuentra en el museo-apartamento de Zelinsky.
- 1916: en el estado de Chihuahua (México), las tropas de Pancho Villa derrotan a las tropas invasoras estadounidenses en la batalla de Puerto de Varas.
- 1923: en Nueva York, el Yankee Stadium abre sus puertas.
- 1924: en Nueva York, la editorial Simon & Schuster publica el primer libro de crucigramas.
- 1942: en Japón ―en el marco de la Segunda Guerra Mundial (1939-1945)― los portaviones estadounidenses dirigidos por el general James H. Doolittle realizan un masivo ataque sobre la población civil de Tokio, como venganza por el bombardeo sorpresa contra militares y marines en Pearl Harbor del 7 de diciembre de 1941.
- 1943: en Papúa Nueva Guinea ―en el marco de la Segunda Guerra Mundial (1939-1945)― el almirante Isoroku Yamamoto muere al ser derribado su aparato por los cazas estadounidenses sobre la isla Bougainville (Operación Venganza).

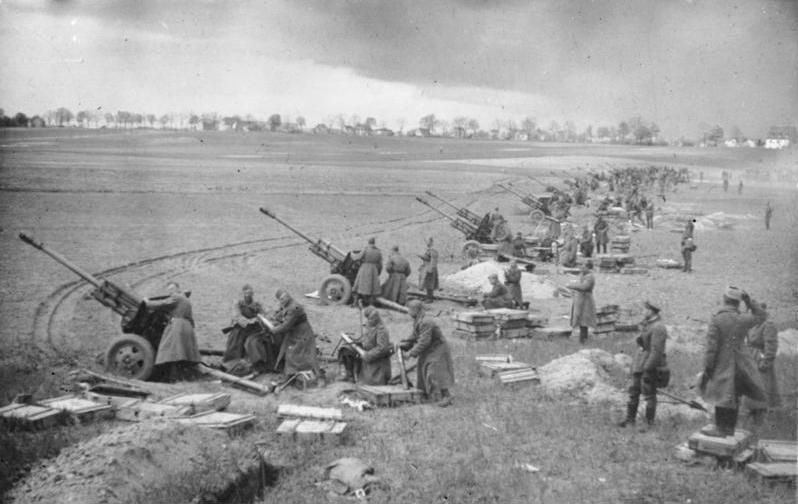
Artillería soviética disparada contra posiciones alemanas en la batalla de las Colinas de Seelow.

- 1945: en la Alemania nazi ―en el marco de la Segunda Guerra Mundial (1939-1945)― el ejército soviético vence al ejército alemán en la batalla de las Colinas de Seelow, en la última acción defensiva de los nazis en el Frente Oriental antes de la batalla de Berlín.
- 1946: se disuelve la Sociedad de Naciones, al crearse las Naciones Unidas.
- 1946: en La Haya se reúne por primera vez el Tribunal Internacional de Justicia.
- 1949: en las islas británicas, el país de Éire se retira de la Mancomunidad Británica y se convierte en la República de Irlanda.
- 1951: Francia, Alemania, Bélgica, Italia, Luxemburgo y los Países Bajos firman el Tratado de París, por el que se crea la Comunidad Europea del Carbón y del Acero (CECA).
- 1953: en el Sitio de pruebas de Nevada, Estados Unidos detona la bomba atómica Badger, de 23 kilotones.
- 1954: Gamal Abdel Nasser ejerce el poder en Egipto.
- 1955: inicio de la Conferencia de Bandung donde se encuentran 29 dirigentes del Tercer mundo. Fallecimiento de Albert Einstein.
- 1956: en el principado de Mónaco, la actriz estadounidense Grace Kelly se casa con el príncipe Rainiero III.
- 1961: en la zona del central azucarero Australia, 61 km al norte de Playa Girón (Cuba) y 89 km al noroeste de Cienfuegos ―en el marco de la invasión de bahía de Cochinos (15 al 20 de abril de 1961)―, fuerzas patriotas derriban un avión estadounidense de guerra, lo que demuestra la participación de Estados Unidos en la agresión contra Cuba.
- 1961: en Playa Larga (Cuba), 35 km al norte de Playa Girón, el ejército cubano combate fuertemente contra los mercenarios pagados por el presidente estadounidense John F. Kennedy. Los tanques cubanos penetran en la zona ocupada por el enemigo.
- 1961: se empieza a adoptar las normas de la Convención de Viena sobre Relaciones Diplomáticas.
- 1963: se celebra en Madrid el juicio contra el político Julián Grimau, juzgado en un consejo de guerra por supuestos crímenes cometidos en la guerra civil española (1936-1939), admitidos bajo tortura. Desde el anuncio de los cargos se desata una intensa presión internacional sin precedentes contra el franquismo, la cual el propio Franco atribuye a una conspiración judeo-masónica.

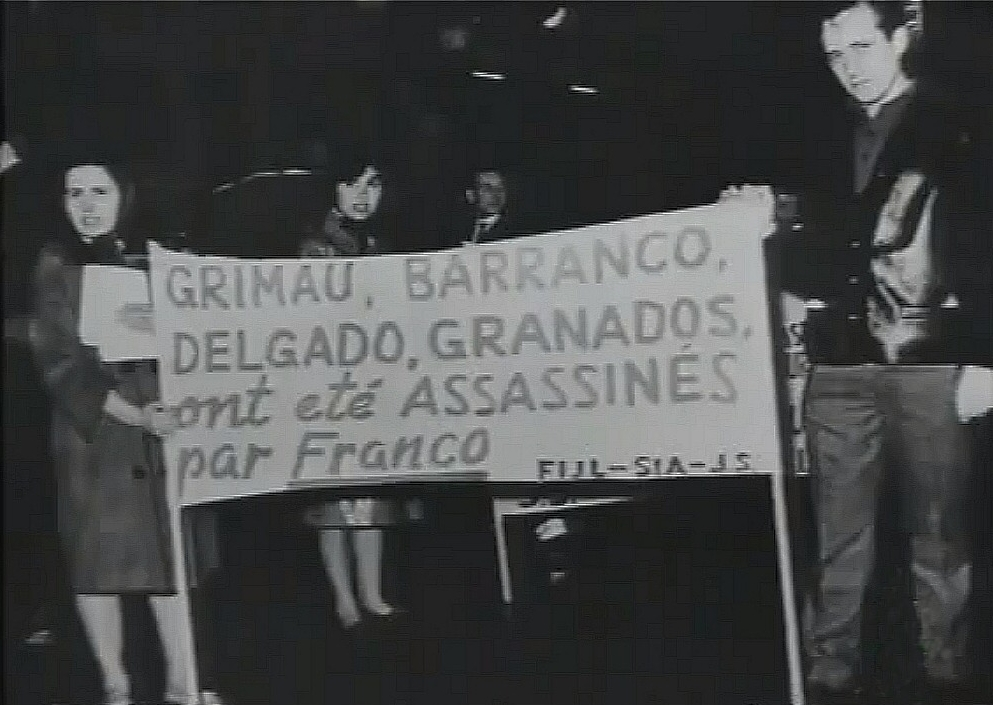
Protesta en París en 1963 contra los asesinatos de Julián Grimau, Manuel Moreno Barranco, Francisco Granados Gata y Joaquín Delgado Martínez

- 1968: en un pozo artificial, a 493 metros bajo tierra, en el área U10t del Sitio de pruebas atómicas de Nevada (a unos 100 km al noroeste de la ciudad de Las Vegas), a las 6:05 (hora local) Estados Unidos detona su bomba atómica Crosstie, de 20 kilotones. Es la bomba n.º 556 de las 1132 que Estados Unidos detonó entre 1945 y 1992.
- 1970: en La Habana se culmina el proyecto de la primera minicomputadora cubana CID 201.
- 1974: en Pakistán, el primer ministro Zulfikar Ali Bhutto inaugura el puerto de Lahore.
- 1977: en Ecuador se funda el canal de televisión Gama TV, segundo canal de televisión de ese país en iniciar las imágenes a color.
- 1980: el estado con reconocimiento limitado de Rodesia se convierte en Zimbabue, un nuevo Estado, y adopta una nueva bandera, logrando así el reconocimiento de su independencia.
- 1983: en el Líbano, un suicida destruye la embajada de Estados Unidos en Beirut, matando a 63 personas.
- 1986: en Filadelfia (Estados Unidos), la doctora Winnfred Cutler descubre la existencia de las feromonas en los humanos.[1]
- 1988: como parte de la Operación Earnest Will durante la guerra entre Irán e Irak, los Estados Unidos lanzan la operación Mantis Religiosa contra la armada iraní, lo que es el ataque naval más importante desde la Segunda Guerra Mundial (1939-1945).
- 1999: en la Ciudad del Vaticano, el papa Juan Pablo II canoniza al religioso francés Marcelino Champagnat (1789-1840), fundador de la Congregación de los Hermanos Maristas.
- 2005: en Ciudad del Vaticano comienza el cónclave para seleccionar al sustituto del papa Juan Pablo II.
- 2014: en México un terremoto de magnitud 7,2 es sentido en varias ciudades del país. Ocurrió en Viernes Santo, motivo por el cual es conocido como el «sismo del Viernes Santo».[2]
- 2016: en México, se emite por primera vez a través del Canal de las Estrellas, el programa de revista de espectáculos, Cuéntamelo Ya!!, producido por Televisa.
- 2018: en Nicaragua iniciaron las protestas contra las reformas al sistema de seguro social del gobierno de Daniel Ortega.

## Nacimientos
- 1469: Francisco I de Foix, rey navarro (f. 1483).

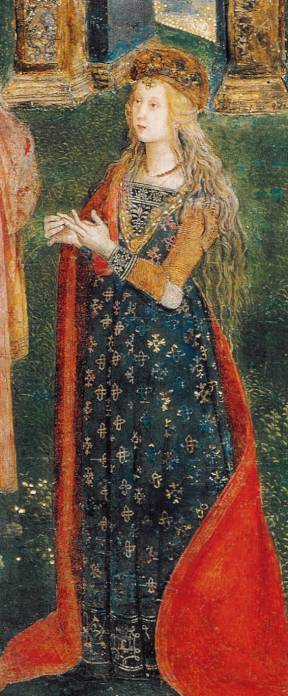
Lucrecia Borgia

- 1480: Lucrecia Borgia, hija del papa Alejandro VI y emblema de la familia Borgia (f. 1519).
- 1521: François de Coligny, militar y aristócrata francés (f. 1569).
- 1580: Thomas Middleton, dramaturgo inglés (f. 1627).
- 1589: Juan de Östergötland, príncipe sueco (f. 1618).
- 1590: Ahmed I, sultán otomano (f. 1617).
- 1605: Giacomo Carissimi, compositor italiano (f. 1674).
- 1666: Jean-Féry Rebel, compositor francés (f. 1747).
- 1681: Girolamo Donnini, pintor italiano (f. 1743).
- 1689: María Ana de Borbón-Conti, aristócrata francesa (f. 1720).
- 1734: Ramón Pignatelli, ingeniero e ilustrado español (f. 1793).
- 1757: María Josefa Lajarrota, patriota argentina (f. 1822).
- 1762: Jean François Leval, militar francés (f. 1834).
- 1768: Jean-Baptiste Debret, pintor francés (f. 1848).
- 1771: Carlos Felipe de Schwarzenberg, diplomático y militar austríaco (f. 1820).

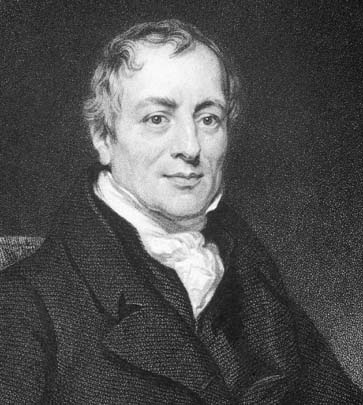
David Ricardo

- 1772: David Ricardo, economista británico (f. 1823).
- 1774: Antonio Basoli, pintor italiano (f. 1848).
- 1782: Georg August Goldfuss, naturalista, paleontólogo y zoólogo alemán (f. 1848).
- 1787: Friedrich Wilhelm Sporleder, naturalista alemán (f. 1875).
- 1791: Octavio Fabricio Mossotti, físico y astrónomo italiano (f. 1863).
- 1797: Adolphe Thiers, historiador y político francés (f. 1877).
- 1800: Anton Eleutherius Sauter, botánico y médico austríaco (f. 1881).
- 1802: Henri Lecoq, botánico francés (f. 1871).
- 1804: Marc Athanase Parfait Œillet Des Murs, político e historiador francés (f. 1878).
- 1809: Henry Louis Vivian Derozio, poeta indio (f. 1831).
- 1809: Marie-Anne Blondin, religiosa canadiense (f. 1890).

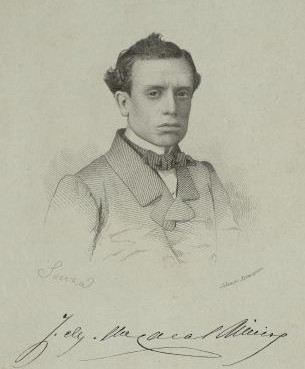
José Maria Caldeira do Casal Ribeiro

- 1819: Carlos Manuel de Céspedes, militar y líder independentista cubano (f. 1874).
- 1819: Franz von Suppé, compositor austríaco (f. 1895).
- 1822: August Petermann, cartógrafo y geólogo alemán (f. 1878).
- 1823: Walter Leak Steele, político estadounidense (f. 1891).
- 1825: José Maria Caldeira do Casal Ribeiro, político portugués (f. 1896).
- 1835: Perfecto Amézquita Gutiérrez, obispo mexicano (f. 1900).
- 1836: Eleuterio Ramírez, militar chileno (f. 1879).
- 1838: Paul Émile Lecoq de Boisbaudran, químico francés (f. 1912).
- 1838: Máximo Rosenstock Sube, político chileno (f. 1917).
- 1842: Antero de Quental, poeta portugués (f. 1891).
- 1848: Luis Montt Montt, escritor y político chileno (f. 1909).
- 1849: Constant Chatenier, biólogo francés (f. 1926).

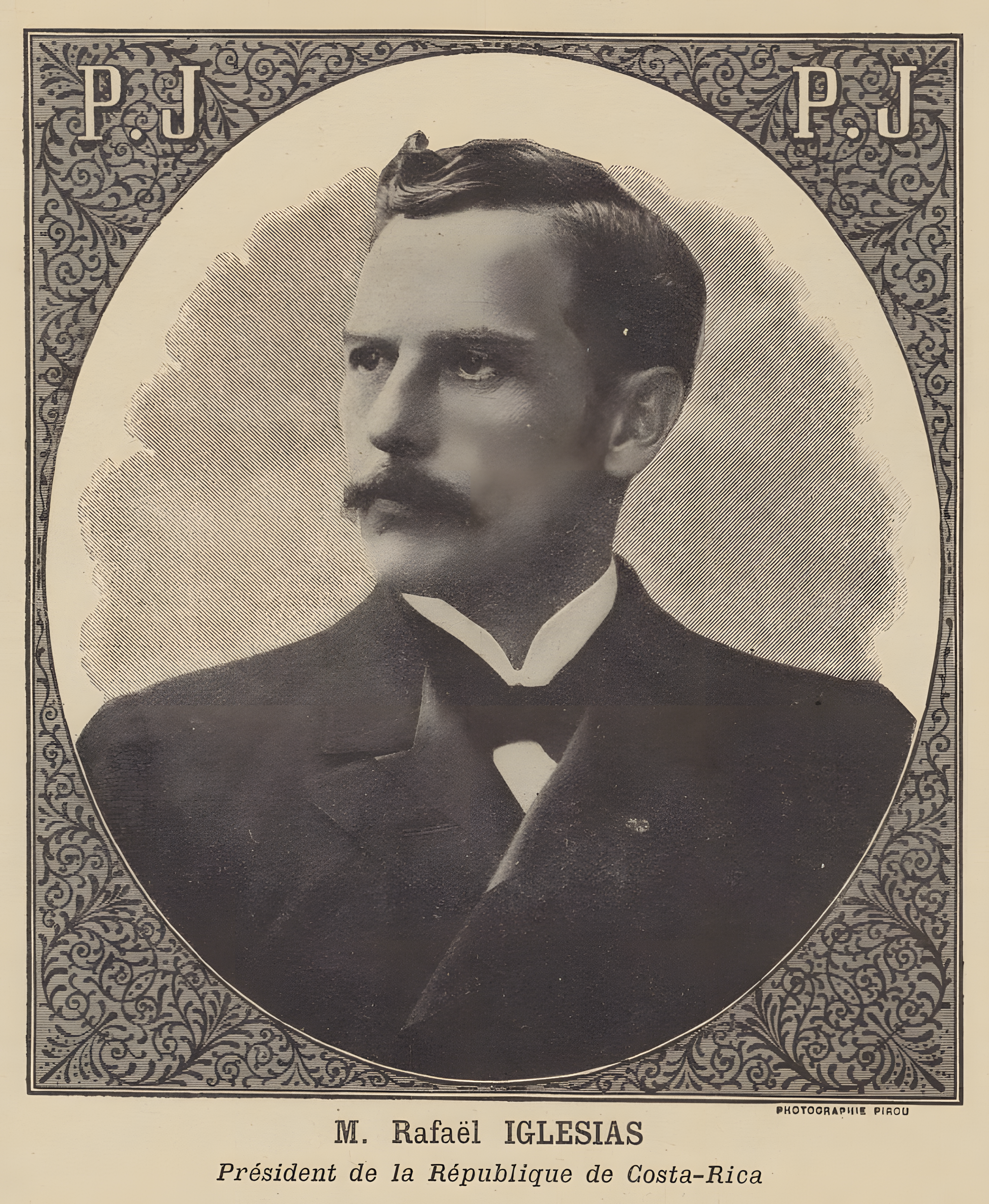
Rafael Yglesias Castro

- 1851: Ricardo García Granados, economista, político e historiador mexicano (f. 1930).
- 1852: Eleuterio Delgado, político español (f. 1908).
- 1853: Gertrudis Echeñique, obstetra chilena (f. 1928), esposa del presidente Federico Errázuriz.
- 1853: Ana Roque de Duprey, escritora y activista puertorriqueña (f. 1933).
- 1857: Clarence Darrow, abogado estadounidense (f. 1938).
- 1857: Antonio Susillo, escultor español (f. 1896).
- 1858: Julio Bañados Espinosa, abogado y político chileno (f. 1899).
- 1860: Ramón José Cárcano, historiador y político argentino (f. 1946).
- 1861: Rafael Iglesias Castro, político y presidente costarricense (f.1924)
- 1864: Richard Harding Davis, escritor y periodista estadounidense (f. 1916).
- 1865: Leónidas Plaza Gutiérrez, político y presidente ecuatoriano (f. 1932).
- 1865: César Silió, político y periodista español (f. 1944).
- 1865: Abel Tarride, actor y dramaturgo francés (f. 1951).

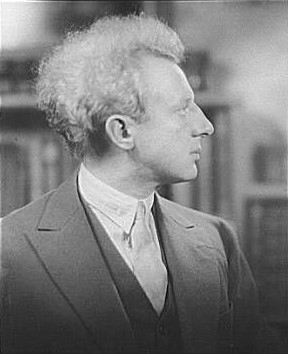
Leopold Stokowski

- 1867: Lluís Millet, compositor y director de coro español (f. 1941).
- 1867: Carlos Arturo Torres, escritor y político colombiano (f. 1911).
- 1870: Alexandre Arquillière, actor francés (f. 1953).
- 1876: Fortunato Anzoátegui, empresario y diplomático uruguayo (f. 1924).
- 1877: Carlos Ibarguren, historiador y político argentino (f. 1956).
- 1877: Enrique del Valle Iberlucea, político y escritor argentino (f. 1921).
- 1878: Emilio del Real y Tejera, abogado y esgrimista cubano.
- 1880: Sam Crawford, beisbolista estadounidense (f. 1968).
- 1881: Max Weber, pintor y poeta estadounidense (f. 1961).
- 1882: Monteiro Lobato, escritor brasileño (f. 1948).
- 1882: Leopold Stokowski, director de orquesta y músico británico (f. 1977).
- 1884: Gordon Hoare, futbolista británico (f. 1973).
- 1884: Ludwig Meidner, pintor alemán (f. 1966).

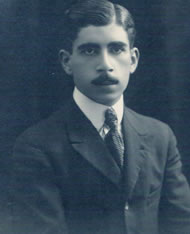
Antonio Medina Allende

- 1886: Jorge Urzúa Urzúa, abogado y político chileno (f. 1980).
- 1888: Marguerite Marsh, actriz estadounidense (f. 1925).
- 1888: José Pareja Yébenes, médico y político español (f. 1951).
- 1890: María Pávlovna Románova, aristócrata rusa (f. 1958).
- 1891: José Guadalupe Zuno, político mexicano (f. 1980).
- 1892: Bolesław Bierut, político polaco (f. 1956).
- 1893: Alexander Granach, actor alemán (f. 1945).
- 1894: Joaquín Álvarez de Toledo y Caro, aristócrata español (f. 1955).
- 1895: Antonio Medina Allende, ingeniero y político argentino (f. 1963).
- 1896: Na Hye-sok, artista, escritora y activista feminista surcoreana (f. 1948).
- 1896: Xabier de Lizardi, poeta vasco (f. 1933).

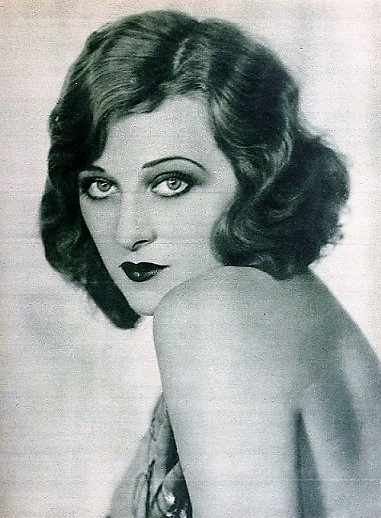
Dorothy Revier

- 1897: Ardito Desio, explorador, alpinista, geólogo y cartógrafo italiano (f. 2001).
- 1898: Eduardo González-Gallarza, militar y aviador español (f. 1986).
- 1902: Wynn Bullock, fotógrafo estadounidense (f. 1975).
- 1902: Menachem Mendel Schneerson, rabino ucraniano (f. 1994).
- 1902: Giuseppe Pella, político italiano (f. 1981).
- 1904: Dorothy Revier, actriz estadounidense (f. 1993).
- 1905: Margarita de Grecia y Dinamarca, princesa griega (f. 1981).
- 1905: George Herbert Hitchings, científico estadounidense, premio nobel de fisiología o medicina en 1988 (f. 1998).
- 1905: Hermann Krumey, militar de la SS alemán (f. 1981).
- 1906: Ena Gregory, actriz australiana (f. 1993).
- 1907: Lars Ahlfors, matemático finlandés (f. 1996).
- 1907: Miklós Rózsa, compositor húngaro-estadounidense (f. 1995).
- 1907: Raúl Roa, político, diplomático y canciller cubano (f. 1982).
- 1910: Rudolf Lange, militar alemán (f. 1945).

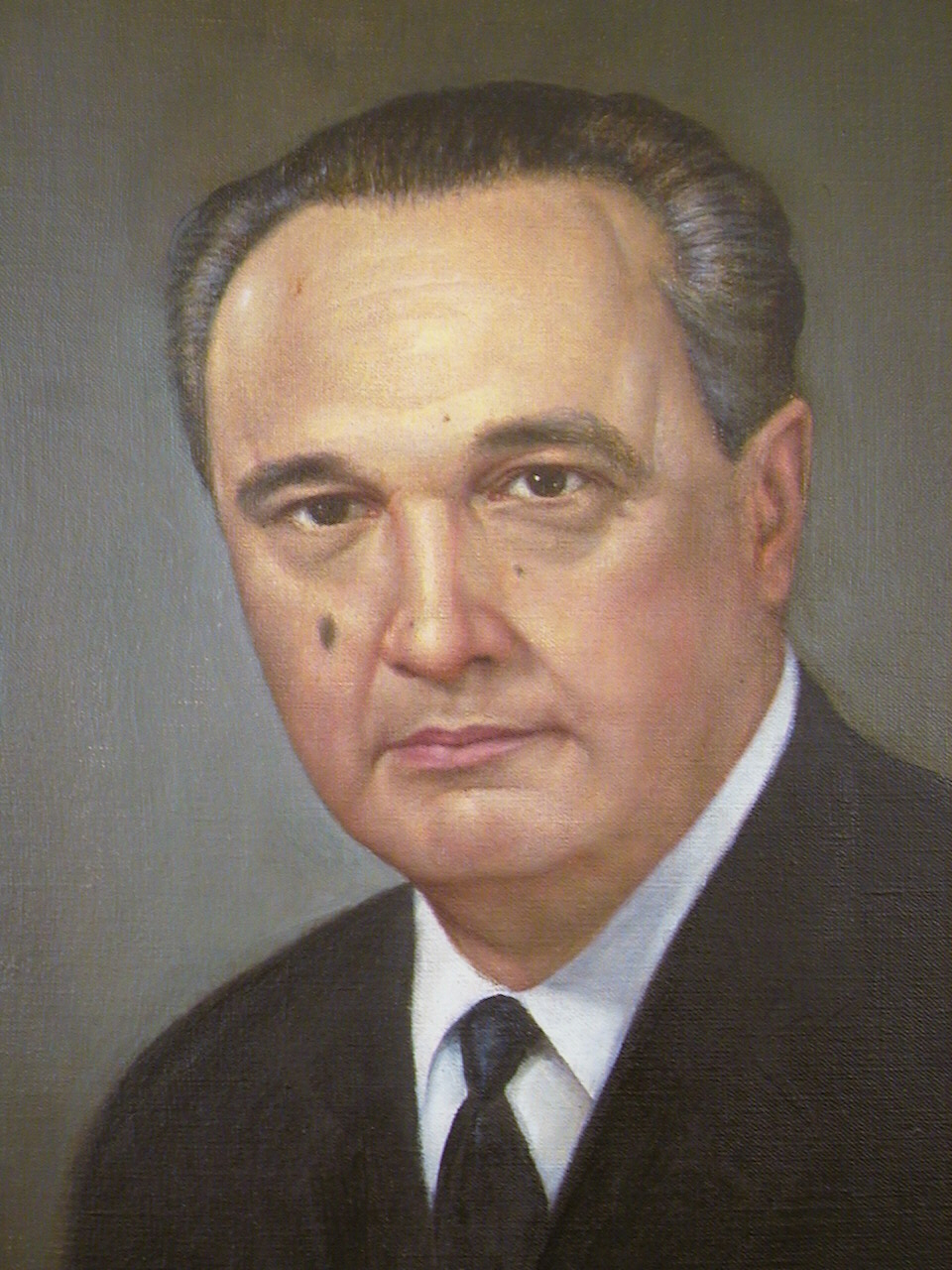
José Joaquín Trejos Fernández

- 1911: Maurice Goldhaber, físico estadounidense (f. 2011).
- 1911: Julián Grimau, político comunista español (fusilado por el franquismo en 1963).
- 1911: Niel Steenbergen, artista neerlandés (f. 1997).
- 1912: José Manuel Urquiola, futbolista español (f. 1982).
- 1914: María Brunilda López Valle, educadora mexicana (f. 2011).
- 1914: Joan Garcés Queralt, músico español (f. 2014).
- 1915: Joy Gresham, escritora estadounidense (f. 1960).
- 1915: Edmond Leburton, político belga (f. 1997).
- 1915: Alberto Moreno, cantante uruguayo (f. 1990).
- 1916: Doug Peden, baloncestista canadiense (f. 2005).
- 1916: August Lambert, aviador alemán (f. 1945).
- 1916: José Joaquín Trejos Fernández, político costarricense (f. 2010).
- 1916: Joaquín Valle Benítez, futbolista español (f. 1980).
- 1917: Federica de Hannover, reina alemana de Grecia (f. 1981).
- 1918: Gabriel Axel, cineasta y actor franco-danés (f. 2014).

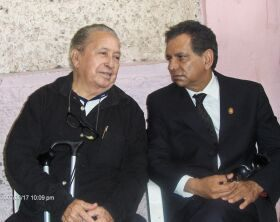
Melitón Reyes Andrade (iz.)

- 1918: André Bazin, crítico de cine francés (f. 1958).
- 1918: Melitón Reyes Andrade, político y sindicalista mexicano (f. 2008).
- 1919: José María de Azcárate Ristori, historiador de arte español (f. 2001).
- 1919: Rolando Chaves, actor argentino (f. 1995).
- 1919: Vondell Darr, actriz estadounidense (f. 2012).
- 1920: Mariano Constante, escritor español (f. 2010).
- 1920: Eduardo Michaelsen, artista cubano (f. 2010).
- 1921: Don Otten, baloncestista estadounidense (f. 1985).
- 1921: Miguel Roca Cabanellas, obispo español.
- 1921: Enrique Rosado, locutor de radio mexicano (f. 2011).
- 1922: Nigel Kneale, escritor británico (f. 2006).
- 1923: Jorge Cáceres, poeta y bailarín chileno (f. 1949).
- 1923: Carlos Rojas González, pintor colombiano (f. 1997).

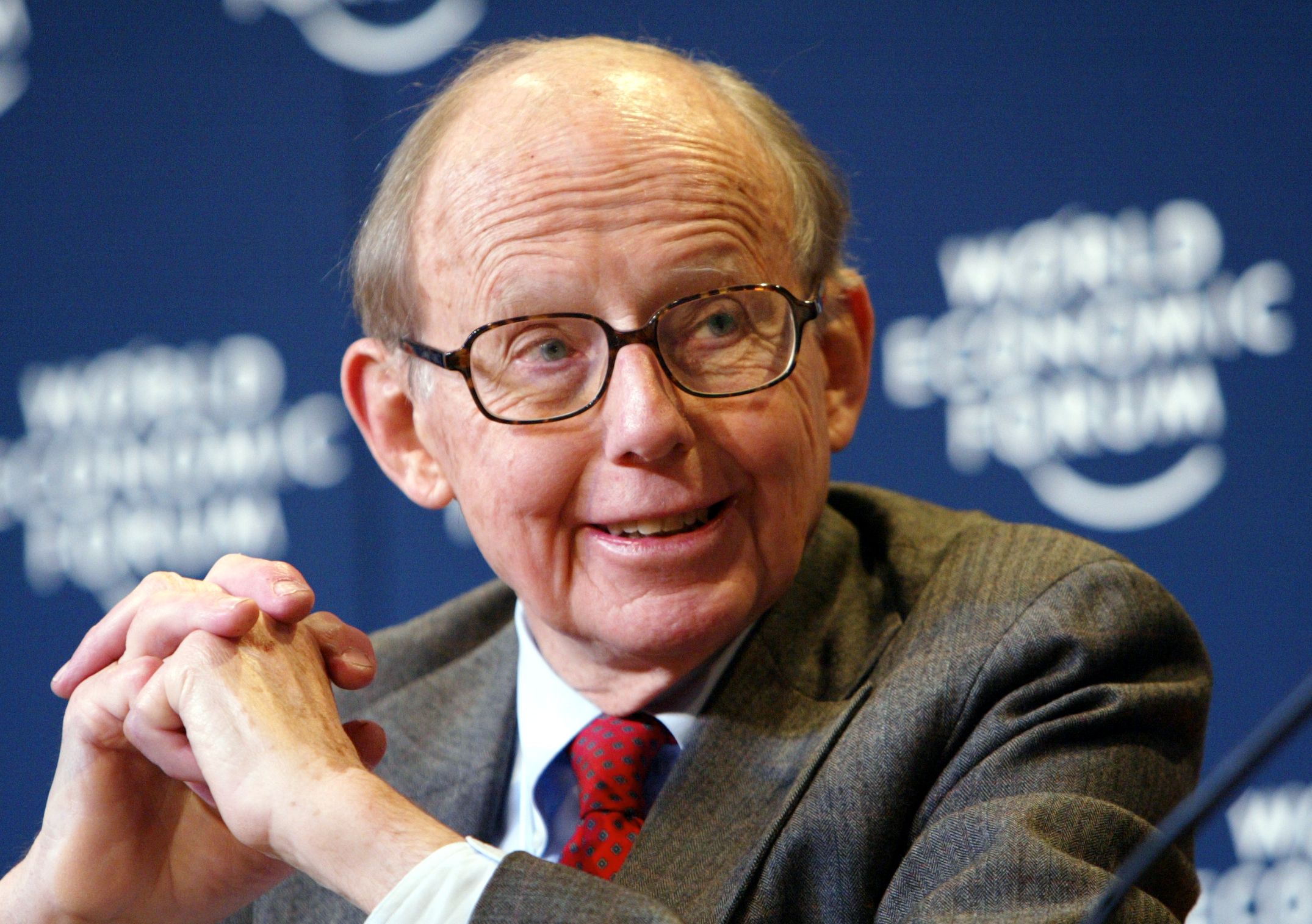
Samuel P. Huntington

- 1924: Clarence Gatemouth Brown, músico estadounidense (f. 2005).
- 1924: Germán Samper Gnecco, arquitecto colombiano (f. 2019).
- 1925: Bill Cody Jr., actor estadounidense (f. 1989).
- 1925: José María Requena, escritor español (f. 1998).
- 1925: Ksenia Konstantínova, médica militar soviética y Heroína de la Unión Soviética (f. 1943).
- 1926: Francisco Soto Nieto, magistrado español.
- 1927: Samuel P. Huntington, politólogo estadounidense (f. 2008).
- 1927: Ramón Mendoza, empresario y presidente del Real Madrid (f. 2001).
- 1927: Harold Trevor Clifford, biólogo y explorador australiano.
- 1927: Tadeusz Mazowiecki, político polaco (f. 2013).
- 1928: Howard Becker, sociólogo estadounidense.
- 1928: Otto Piene, pintor y escultor alemán (f. 2014).

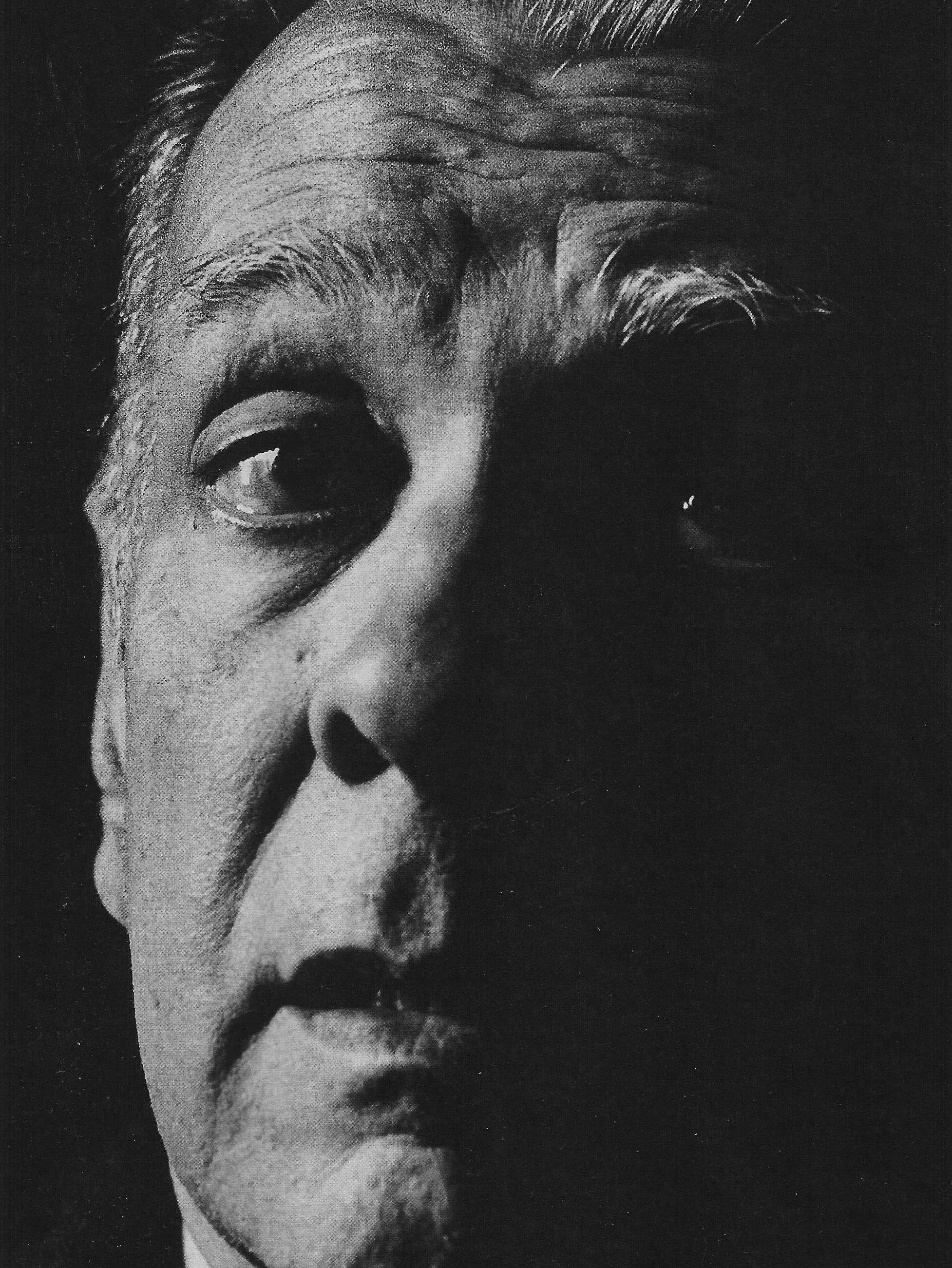
Jorge Luis Borges, fotografiado por Sara Facio

- 1928: Karl Josef Becker, cardenal alemán (f. 2015).
- 1928: Mikio Satō, matemático japonés.
- 1928: David Whitaker, guionista británico (f. 1980).
- 1929: Héctor Lechuga, humorista mexicano (f. 2017).
- 1930: Clive Revill, actor neozelandés.
- 1930: Roberto Sosa, poeta hondureño (f. 2011).
- 1932: Nicolas Broca, historietista belga (f. 1993).
- 1932: Sara Facio, fotógrafa argentina.
- 1932: Francesco Zagatti, futbolista italiano (f. 2009).
- 1934: James Drury, actor estadounidense (f. 2020).
- 1934: George Shirley, tenor estadounidense.

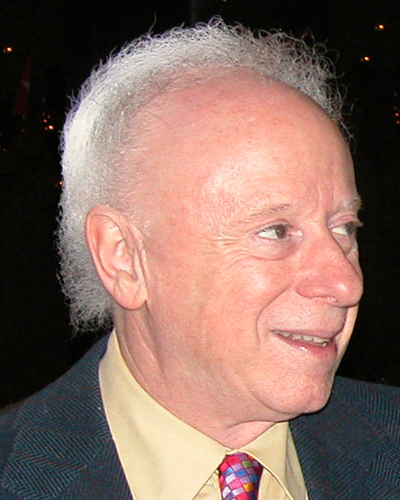
Joseph Leonard Goldstein

- 1935: Paul A. Rothchild, productor estadounidense (f. 1995).
- 1936: Ramón Godínez Flores, obispo español (f. 2007).
- 1936: Don Ohl, baloncestista estadounidense.
- 1937: Jan Kaplický, arquitecto checo (f. 2009).
- 1938: Roberto Anzolin, futbolista italiano.
- 1938: Lucio Dell'Angelo, futbolista y entrenador italiano (f. 2013).
- 1938: Hal Galper, pianista estadounidense.
- 1939: Ángel Rubio Castro, obispo español.
- 1940: Luis Brandoni, actor y político argentino.
- 1940: Alain Desrosières, sociólogo francés (f. 2013).
- 1940: Joseph Leonard Goldstein, premio nobel de fisiología o medicina en 1985.
- 1940: Jaak Lipso, baloncestista letón.

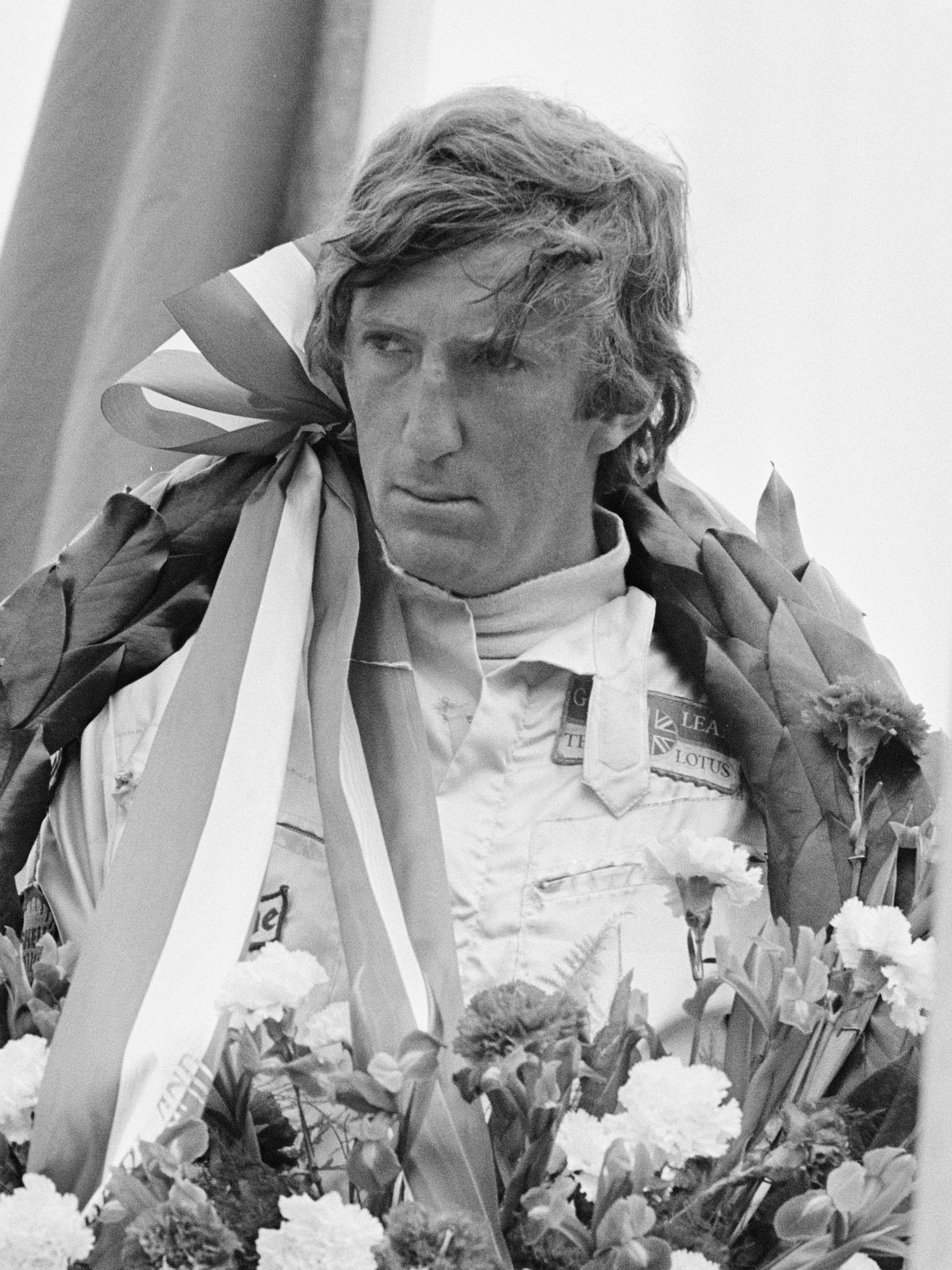
Jochen Rindt

- 1941: Michael D. Higgins, político y presidente irlandés.
- 1942: Robert Christgau, periodista estadounidense.
- 1942: Rodolfo Rhiner, político argentino.
- 1942: Jochen Rindt, piloto austríaco de Fórmula 1 (f. 1970).
- 1942: Seymour Stein, empresario estadounidense (f. 2023).
- 1943: Jaime Bauzá, empresario chileno.
- 1943: Cecilia López Montaño, economista y política colombiana.
- 1944: Francis Bell, actor británico (f. 1994).
- 1944: Frances D'Souza, científica británica.
- 1944: Robert Hanssen, agente del FBI y espía estadounidense.
- 1944: Claudio Vinazzani, futbolista italiano.
- 1945: Nelson Bocaranda, periodista venezolano.
- 1945: Karen Wynn Fonstad, ilustradora británica (f. 2005).

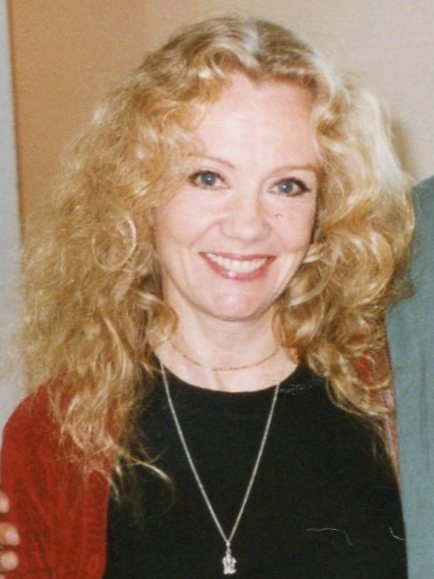
Hayley Mills

- 1945: Guillermo Páez, futbolista chileno.
- 1945: Mohamed Sibari, poeta marroquí.
- 1946: Janet Kagan, escritora estadounidense (f. 2008).
- 1946: Hayley Mills, actriz y cantante británica.
- 1946: Irene Fernandez, activista malaya (f. 2014).
- 1946: Fernando Mendes Rosas, político, periodista e historiador portugués.
- 1947: Moses Blah, político liberiano, 23.º presidente (f. 2013).
- 1947: Loïc Le Ribault, geólogo y ensayista francés (f. 2007).
- 1947: Lori Martin, actriz estadounidense (f. 2010).
- 1947: Herbert Mullin, asesino en serie estadounidense.
- 1947: Greg Quill, músico y periodista canadiense (f. 2013).
- 1947: Manuel Sánchez Monge, obispo español.
- 1947: Jerzy Stuhr, actor y cineasta polaco.

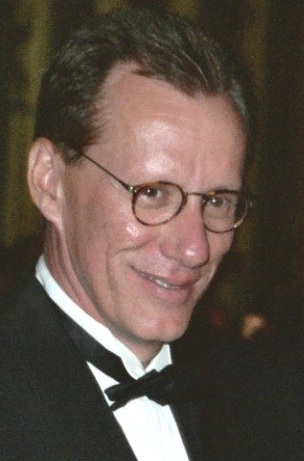
James Woods

- 1947: James Woods, actor estadounidense.
- 1949: Geoff Bodine, piloto de carreras estadounidense.
- 1949: Antônio Fagundes, actor brasileño.
- 1949: Charles Fefferman, matemático estadounidense.
- 1949: Francisco López Pérez, historiador y escritor español.
- 1949: Celia Villalobos, política española.
- 1949: Bengt Holmström, economista finlandés.
- 1950: Adolfo Arata, empresario chileno.
- 1950: Kenny Ortega, director y coreógrafo estadounidense.
- 1951: Darío Díaz Pérez, político argentino.

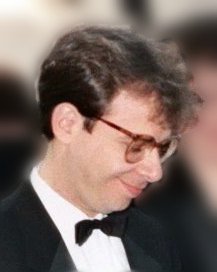
Rick Moranis

- 1951: Patxi Iriguíbel, futbolista español.
- 1951: José Yáñez Valenzuela, investigador chileno.
- 1952: Jorge Boccanera, poeta y periodista argentino.
- 1952: Reyes Tamez Guerra, investigador y político mexicano.
- 1953: Bernt Johansson, ciclista sueco.
- 1953: Rick Moranis, actor y cantante estadounidense.
- 1953: Paul Biyoghé Mba, político gabonés.
- 1954: Francisco Javier Ceballos Sierra, autor informático español.
- 1954: Lito Epumer, guitarrista y compositor argentino de rock.
- 1954: Torsten Persson, economista sueco.
- 1956: Rien Djamain, cantante indonesio.
- 1956: John James, actor estadounidense.

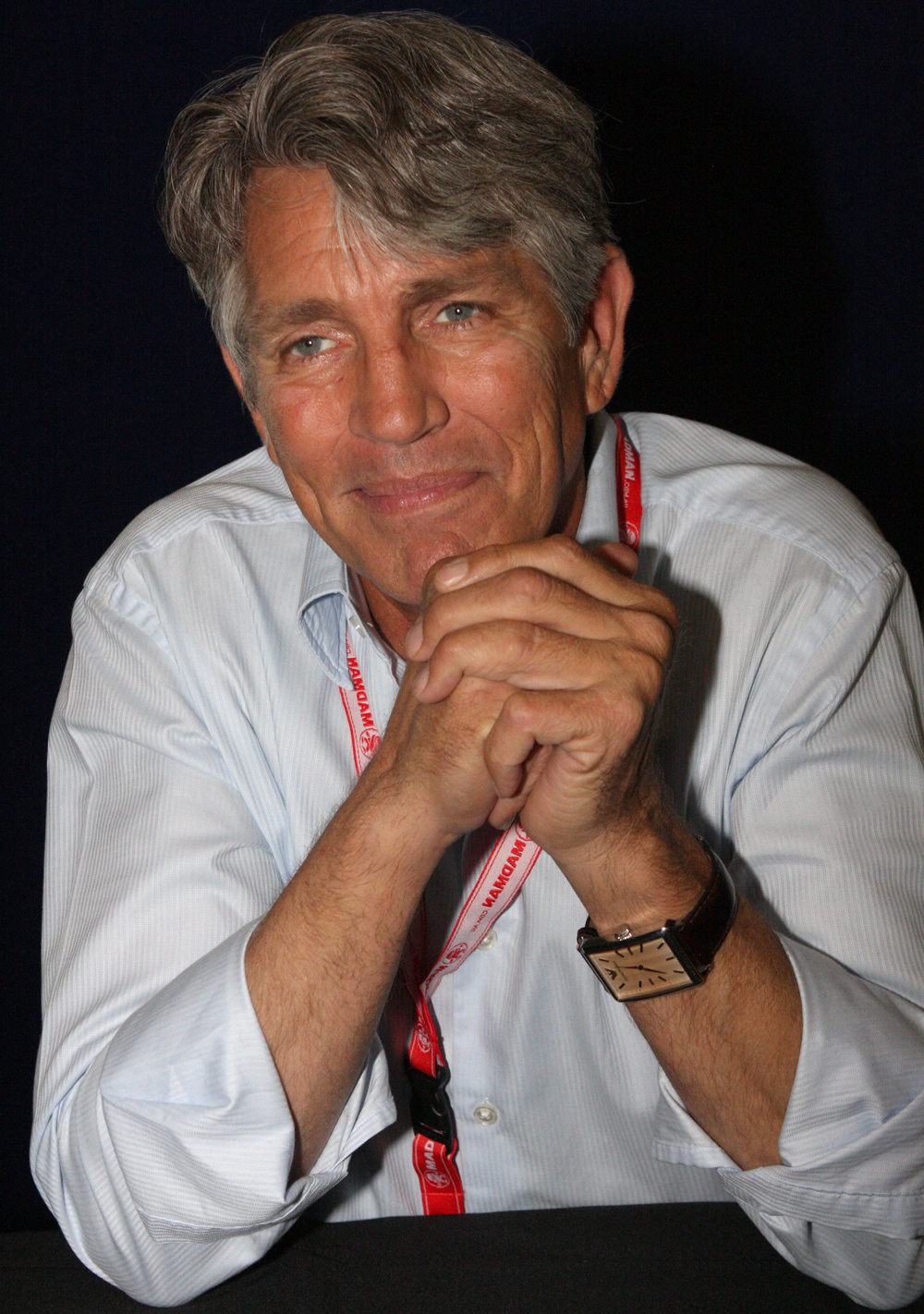
Eric Roberts

- 1956: Eric Roberts, actor estadounidense.
- 1956: Carmen de Rivera, política española.
- 1956: Melody Thomas Scott, actriz estadounidense.
- 1957: Sergio del Campo Fayet, político chileno.
- 1958: Pedro Febles, futbolista venezolano (f. 2011).
- 1959: Susan Faludi, periodista y escritora estadounidense.
- 1959: Arlette Pacheco, actriz mexicana.
- 1960: Juan Luis Castro, médico y político chileno.
- 1960: Rolando Jiménez, activista chileno.
- 1961: Dirk Heidemann, bailarín alemán.
- 1961: Jane Leeves, actriz británica.
- 1961: Steve Lombardi, luchador estadounidense.
- 1962: Jan Björklund, político sueco.
- 1962: Jeff Dunham, ventrílocuo y cómico estadounidense.

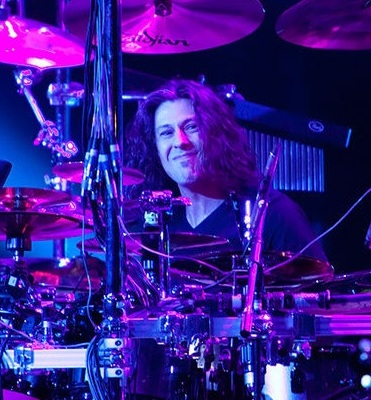
Mike Mangini

- 1962: Carme Pigem, arquitecto española.
- 1963: Júlia Lemmertz, actriz brasileña.
- 1963: Mike Mangini, baterista estadounidense.
- 1963: Eric McCormack, actor canadiense.
- 1963: Rubén Moreira, político mexicano.
- 1963: Conan O'Brien, presentador de televisión estadounidense.

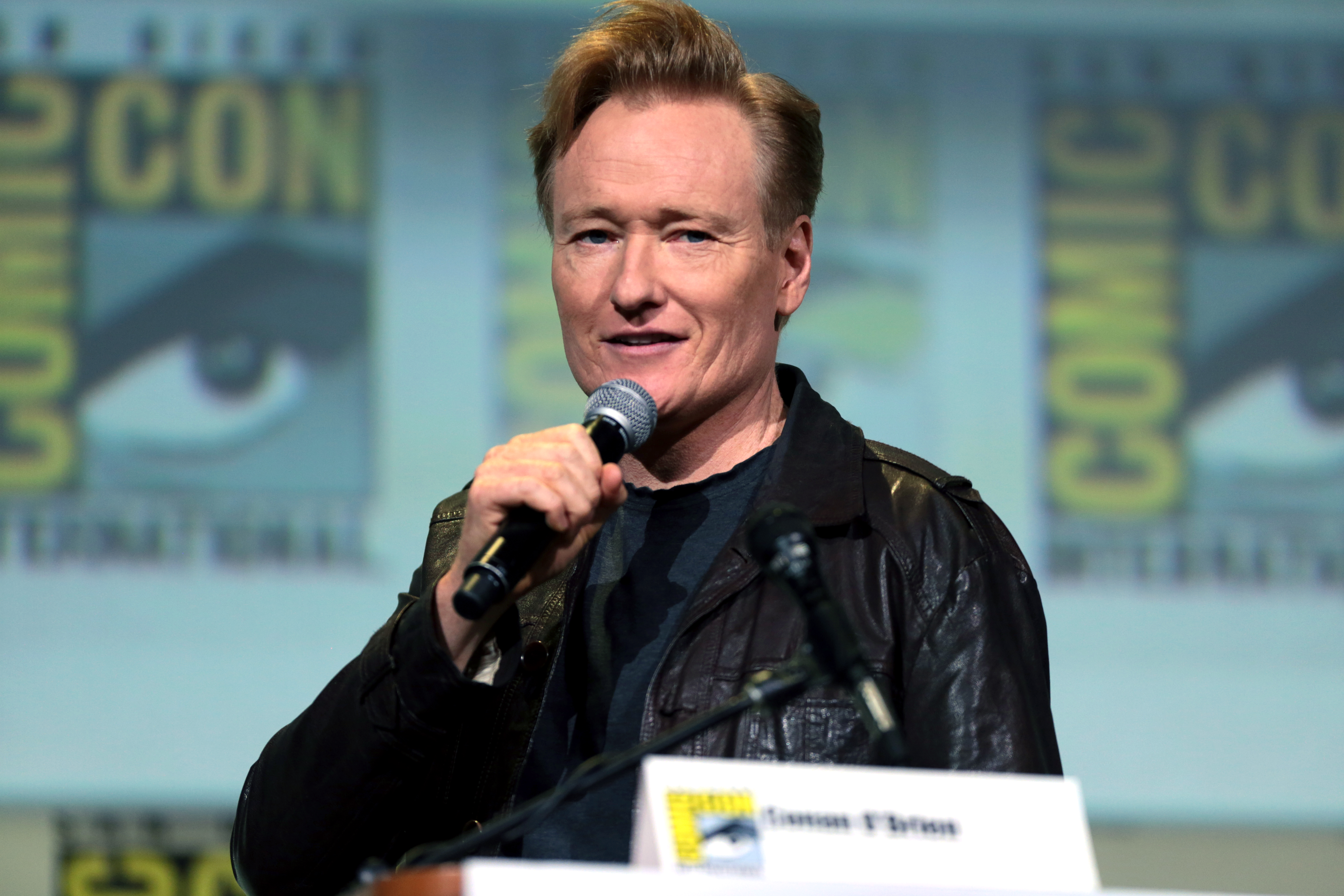

- 1964: Niall Ferguson, historiador británico.
- 1964: Rafael Martínez Sansegundo, baloncestista español.
- 1964: Rithy Panh, cineasta camboyano.
- 1966: Lidia Borda, cantante argentina de tango.
- 1966: Camille Coduri, actriz británica.
- 1966: Trine Hattestad, atleta noruega.
- 1966: Aarón Rodríguez Contreras, botánico mexicano.

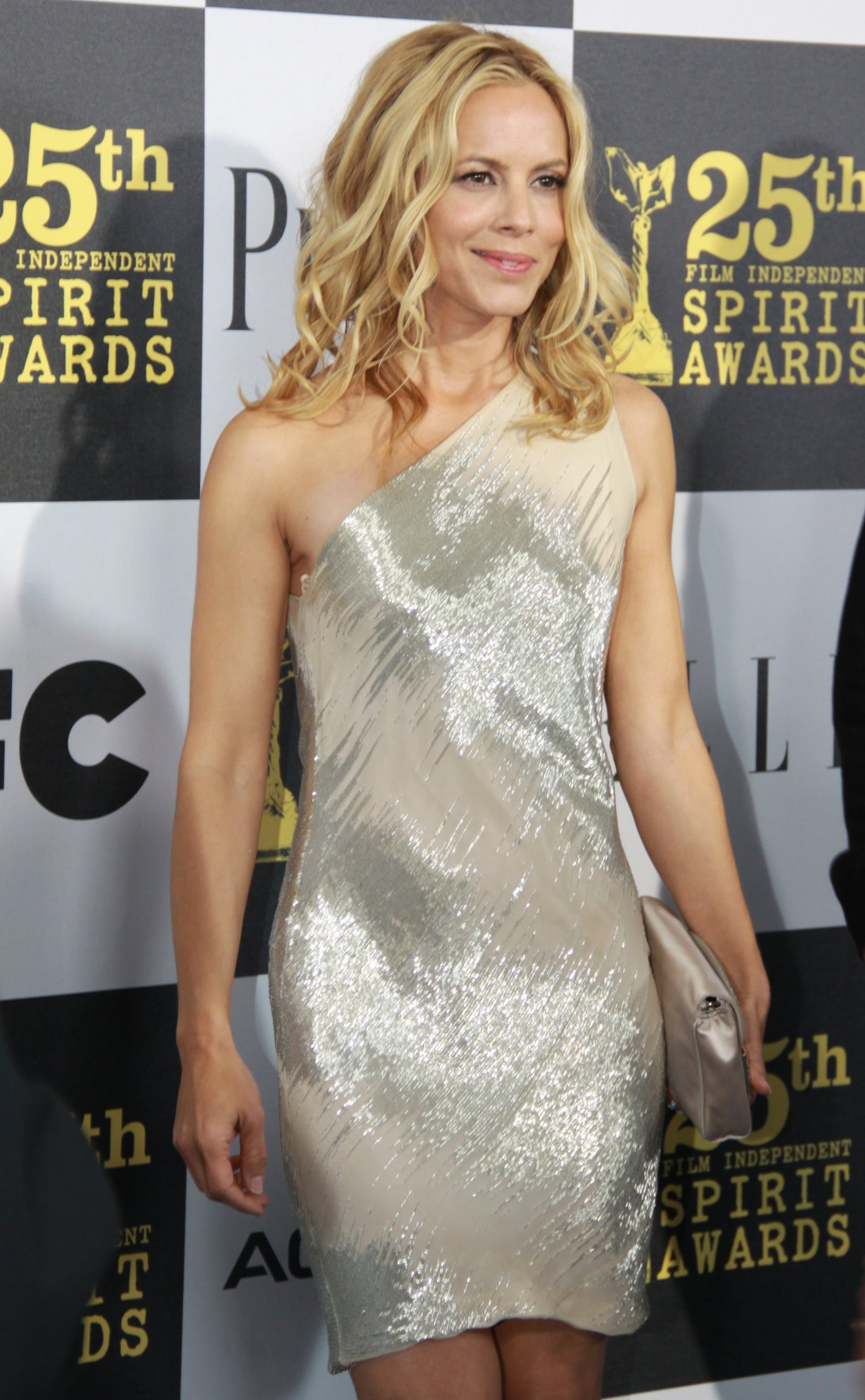
Maria Bello

- 1967: Maria Bello, actriz estadounidense.
- 1967: Paul Jones, futbolista británico.

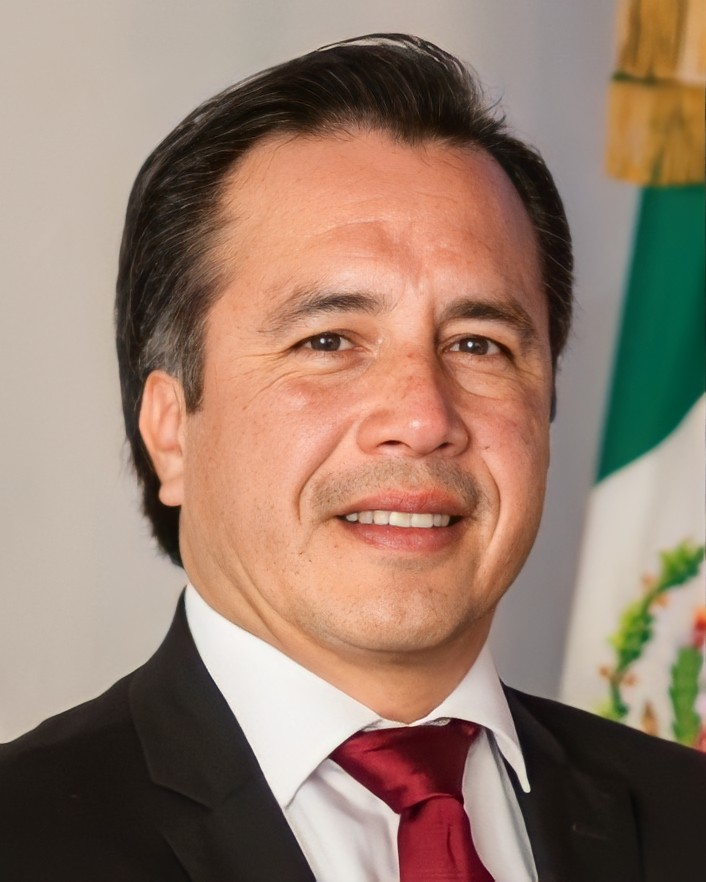
Cuitláhuac García Jiménez

- 1968: Mary Birdsong, actriz y cantante estadounidense.
- 1968: Javier González, baloncestista español.
- 1968: Pedro González Martínez, futbolista español.

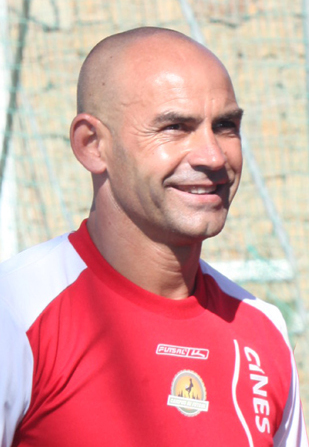
Paco Jémez

- 1968: David Hewlett, actor británico.
- 1968: Roberto Medina, futbolista mexicano.
- 1968: Jorge Rodríguez Esquivel, futbolista mexicano.
- 1968: Cuitláhuac García Jiménez, político mexicano, gobernador de Veracruz entre 2018 y 2024.
- 1969: Sergio Salomón Céspedes, político mexicano, gobernador de Puebla entre 2022 y 2024.
- 1969: Sayako Kuroda, hija del emperador Akihito.
- 1969: Juan Antonio Morales, baloncestista español.
- 1969: Emma Rabbe, presentadora y modelo venezolana.
- 1969: Stefan Schwarz, futbolista sueco.
- 1970: Saad Hariri, político libanés, 66.º primer ministro.
- 1970: Paco Jémez, futbolista y entrenador español.
- 1970: Ramón Jufresa, jugador español de hockey hierba.
- 1970: Carlos López de Silanes, futbolista mexicano.
- 1970: Yoo Young-chul, asesino en serie surcoreano, arrestado en 2004.
- 1970: Jorge Zabaleta, actor chileno.
- 1971: Fredro Starr, rapero estadounidense, de la banda Onyx.
- 1971: David Tennant, actor británico.
- 1972: Lars Christiansen, jugador danés de balonmano.
- 1972: Eli Roth, cineasta y escritor estadounidense.
- 1973: Maite Embil, actriz mexicana.

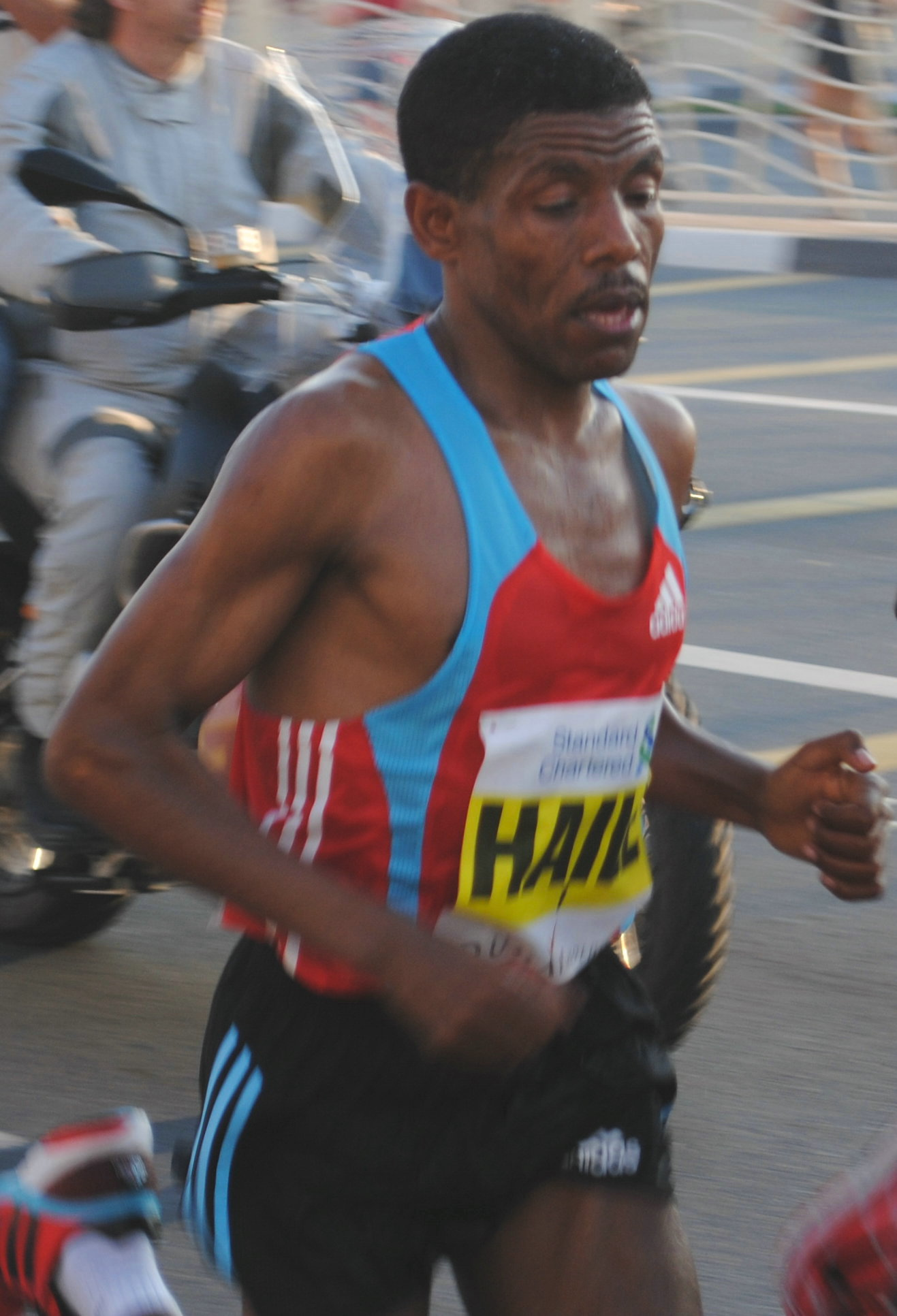
Haile Gebrselassie

- 1973: Haile Gebrselassie, atleta etíope.
- 1974: Millie Corretjer cantante puertorriqueña.
- 1974: Madeleine Peyroux, cantante y guitarrista estadounidense.

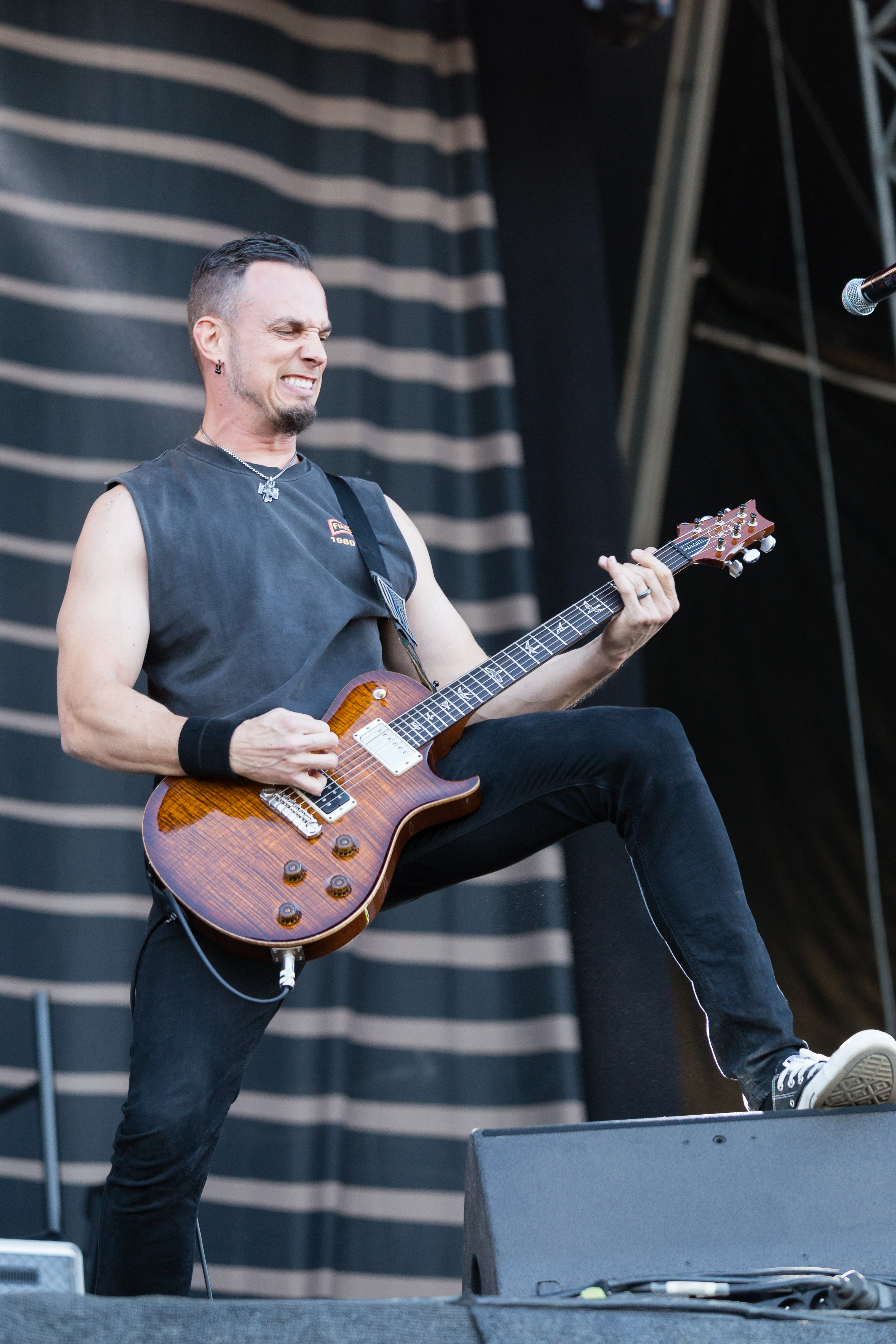
Mark Tremonti

- 1974: Armando Rodríguez Cervantes, político mexicano.
- 1974: Rebeca Rus, escritora española.
- 1974: Mark Tremonti, músico y guitarrista estadounidense.
- 1974: Edgar Wright, cineasta británico.
- 1975: Adriano Basso, futbolista brasileño.
- 1975: Álvaro Bisama, escritor y crítico literario chileno.
- 1975: Frédéric Née, futbolista francés.
- 1975: Christian Sancho, actor argentino.
- 1976: Yulenny Cortés León, política mexicana.
- 1976: Diego Crosa, futbolista argentino.

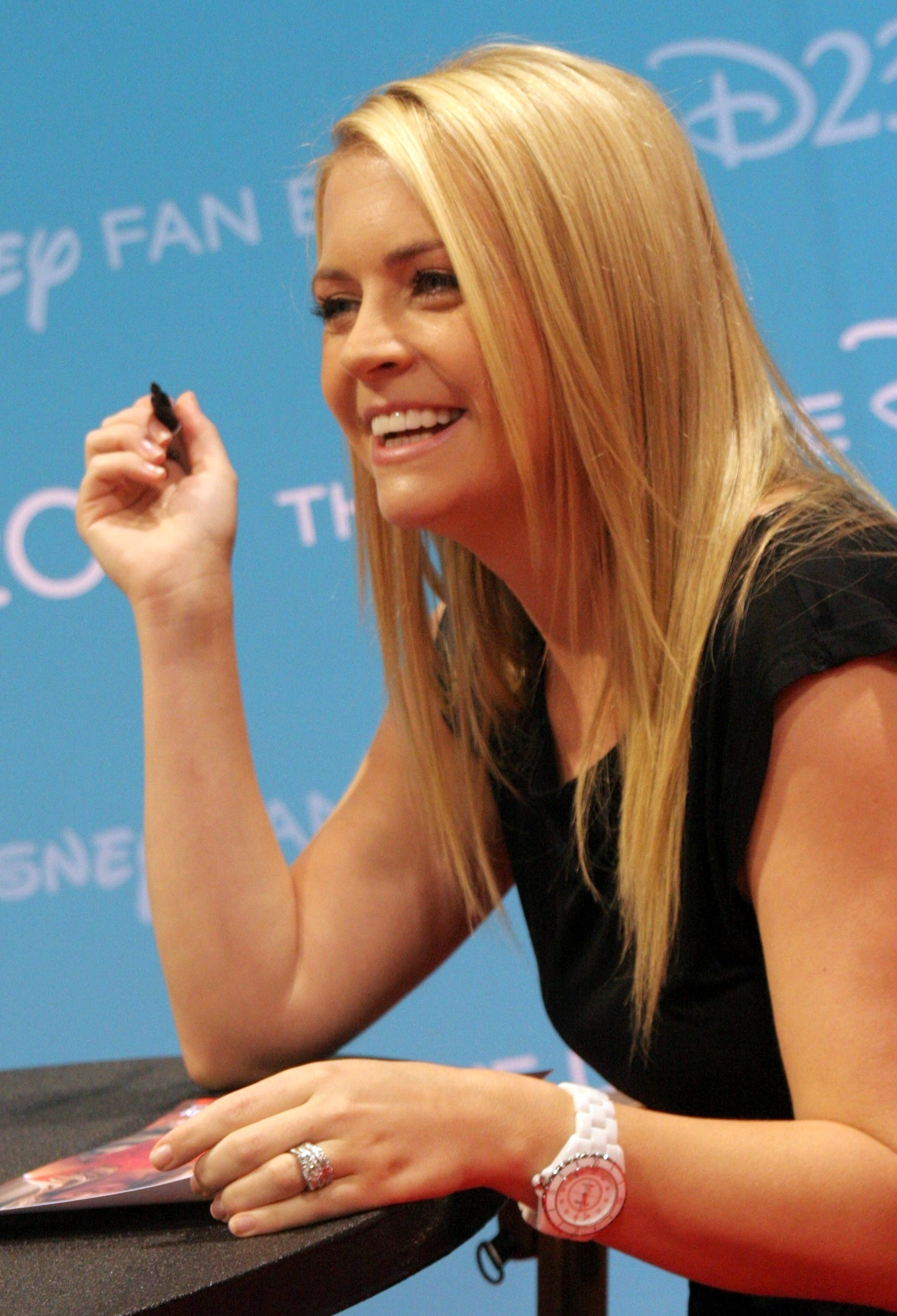
Melissa Joan Hart

- 1976: Melissa Joan Hart, actriz estadounidense.
- 1976: Rodrigo de la Serna, actor y músico argentino.
- 1977: Hassan El Fakiri, futbolista marroquí.
- 1977: Anna Fegi, cantante filipina.
- 1977: Adrian Sina, cantante rumano.
- 1978: Carlos García Quesada, ciclista español.
- 1978: Luciano Pagliarini, ciclista brasileño.
- 1978: Buffy Tyler, modelo estadounidense.
- 1979: Ethan Cohn, actor estadounidense.
- 1979: Anthony Davidson, piloto de automovilismo británico.
- 1979: Nuria Fergó, cantante española.
- 1979: Kourtney Kardashian, modelo y actriz estadounidense.
- 1979: Park Dong-hyuk, futbolista surcoreano.
- 1979: Germán Rivarola, futbolista argentino.
- 1979: Álvaro Rubio, futbolista español.
- 1979: Matthew Upson, futbolista británico.

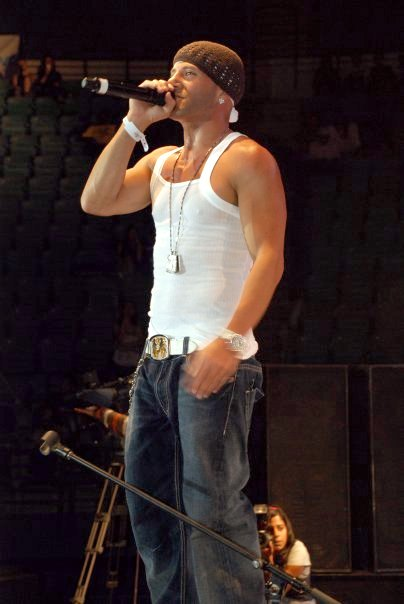
Karl Wolf

- 1979: Karl Wolf, músico libanés-canadiense.
- 1980: Rabiu Afolabi, futbolista nigeriano.
- 1980: Javier Bizarro, poeta y guionista español.
- 1980: Matías Donnet, futbolista argentino.
- 1980: Laura Mennell, actriz canadiense
- 1981: Maxim Iglinskiy, ciclista kazajo.
- 1981: Milan Jovanović, futbolista serbio.

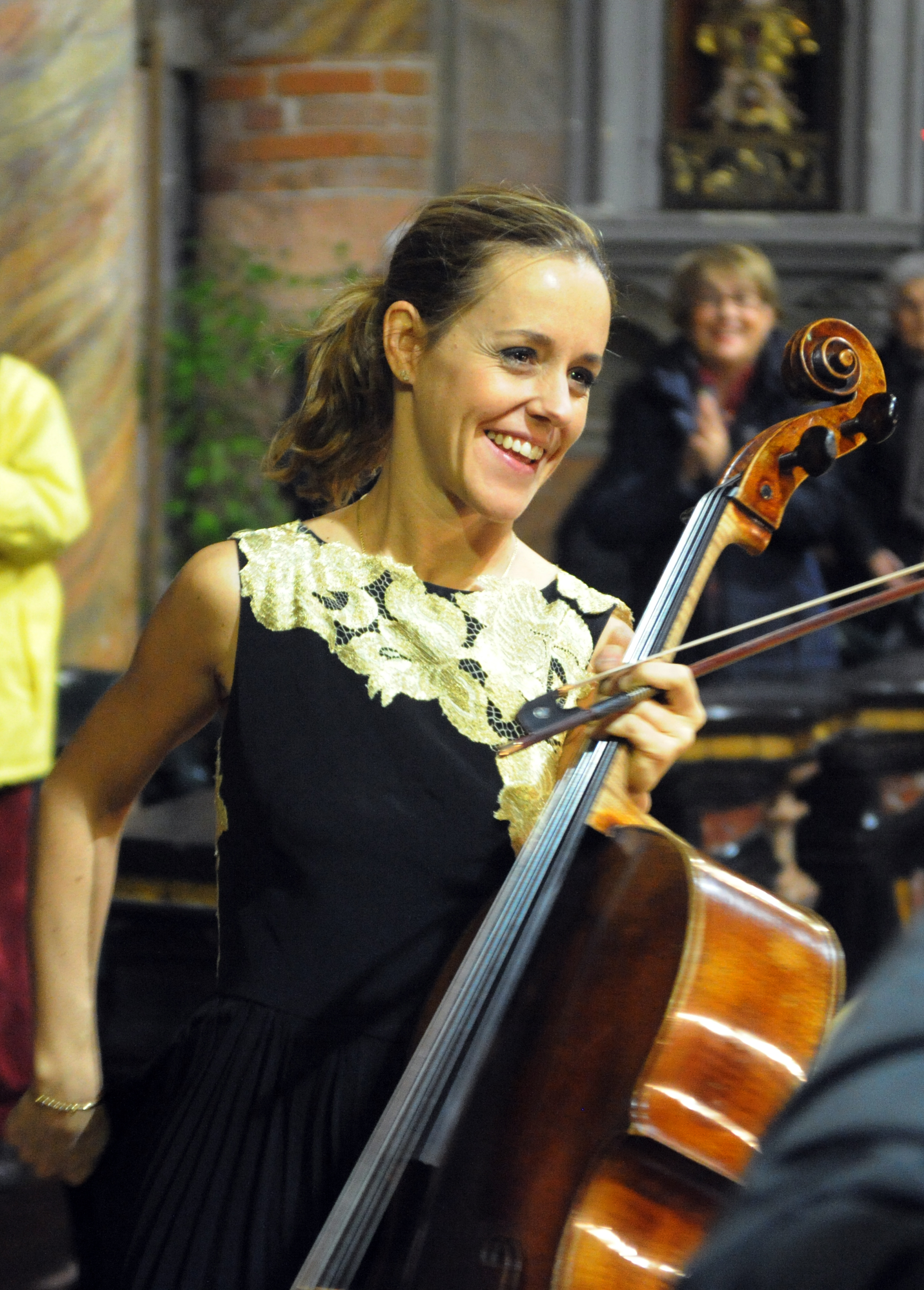
Sol Gabetta

- 1981: Nicolás Maiques, actor argentino.
- 1981: Aldo Leão Ramírez, futbolista colombiano.
- 1981: Sol Gabetta, violonchelista argentina.
- 1982: Santiago Morero, futbolista argentino.
- 1982: David Toledo, futbolista mexicano.
- 1982: Gastón Faustino Sardelli, vocalista, bajista y corista argentino.
- 1983: Carina Cruz, actriz colombiana.
- 1983: François Clerc, futbolista francés.
- 1983: Miguel Cabrera, beisbolista venezolano.
- 1983: Lucas Sebastián Haedo, ciclista argentino.
- 1983: Szabolcs Huszti, futbolista húngaro.
- 1983: Marvin Morgan, futbolista inglés (f. 2021).
- 1983: Juan Carlos Núñez, futbolista mexicano.
- 1983: Roberto Gutiérrez, futbolista chileno.
- 1983: Sofian Chahed, futbolista alemán.
- 1983: Álvaro Ricaldi, futbolista boliviano.
- 1983: Tomás Verdejo, actor chileno.
- 1984: America Ferrera, actriz estadounidense.
- 1984: Ikechukwu Kalu, futbolista nigeriano.
- 1985: Łukasz Fabiański, futbolista polaco.
- 1985: Mary Elise Hayden, actriz estadounidense.
- 1985: Rachel Smith, modelo estadounidense.

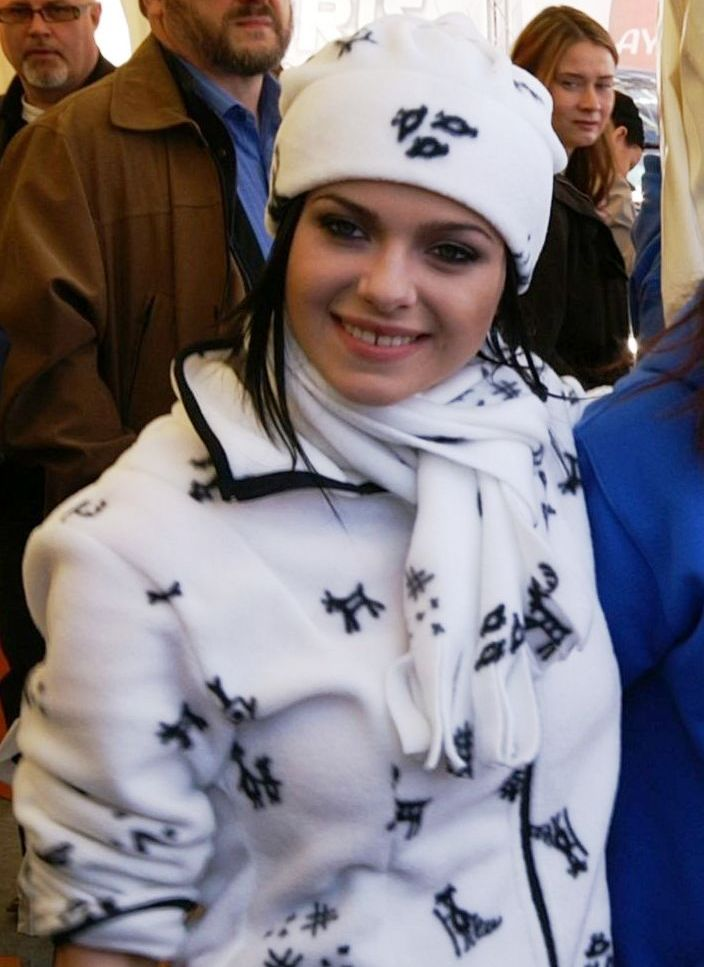
Yelena Témnikova

- 1985: Yelena Témnikova, cantante rusa.
- 1985: Yū Shimamura, actriz de voz japonesa.
- 1986: Maurice Edu, futbolista estadounidense.
- 1986: Jakov Gojun, jugador croata de balonmano.

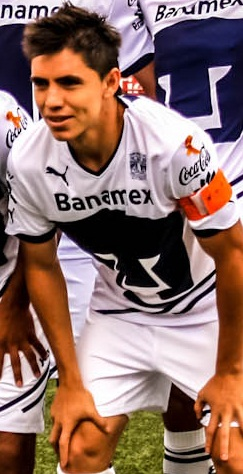
Efraín Velarde

- 1986: Eleanor James, actriz y bailarina británica.
- 1986: Haruki Nakamura, jugador estadounidense de fútbol americano.
- 1986: Osael Romero, futbolista salvadoreño.
- 1986: Efraín Velarde, futbolista mexicano.
- 1987: Michael Bradley, futbolista estadounidense.
- 1987: Danny Guthrie, futbolista británico.
- 1987: Sandra Lyng Haugen, cantante noruega.
- 1987: Rosie Huntington-Whiteley, modelo y actriz británica.
- 1988: Anagabriela Espinoza, modelo mexicana.
- 1988: Kayleigh McEnany, comentarista política y escritora estadounidense.
- 1988: Vanessa Kirby, actriz británica.
- 1988: Pierrick Valdivia, futbolista francés.
- 1989: Bojan Bogdanović, baloncestista croata.

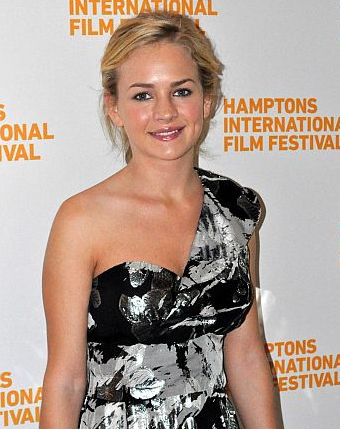
Britt Robertson

- 1989: Jessica Jung, cantante y actriz coreano-americana.
- 1989: Patricio Rubio, futbolista chileno.
- 1990: Henderson Álvarez, beisbolista venezolano.
- 1990: Britt Robertson, actriz estadounidense.
- 1990: Wojciech Szczęsny, futbolista polaco.
- 1991: Blake Powell, futbolista australiano.
- 1992: Chloe Bennet, actriz y cantante estadounidense.
- 1992: Dzsenifer Marozsán, futbolista alemana.
- 1993: Javier Baldassari, actor chileno.

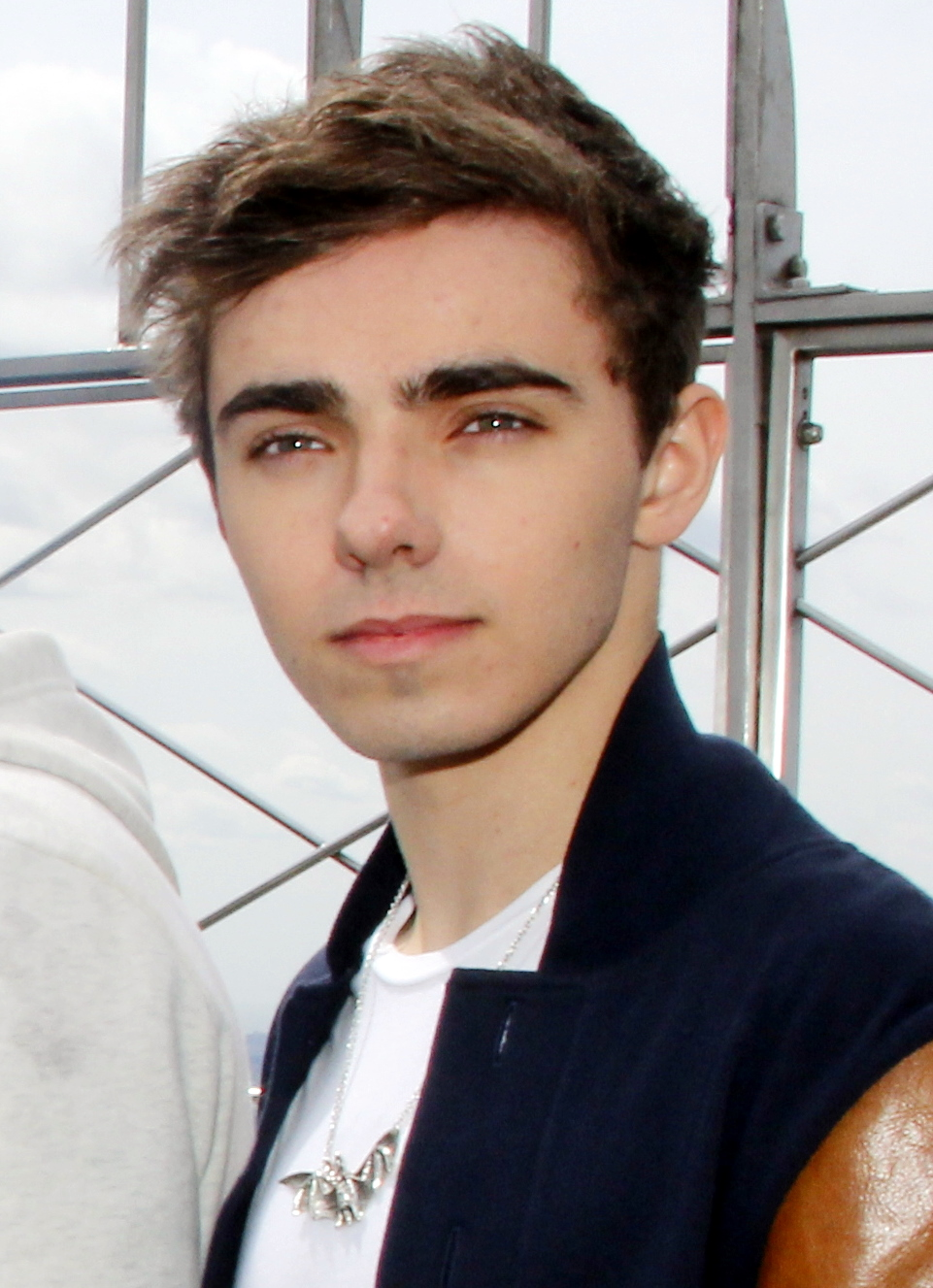
Nathan Sykes

- 1993: Nathan Sykes, cantante británico.
- 1994: Moisés Arias, actor estadounidense.
- 1994: Lucas Romero, futbolista argentino.
- 1995: Alastair Gordon, futbolista británico.
- 1996: Daniil Dubov, ajedrecista ruso.
- 1996: Denzel Dumfries, futbolista neerlandés.
- 1997: Donny van de Beek, futbolista neerlandés.
- 1999: Michael Andrew, nadador estadounidense.
- 1999: Ben Brereton, futbolista anglo-chileno.
- 2001: Santiago Giménez, futbolista mexicano.
- 2007: Lerotholi Seeiso, príncipe heredero de Lesoto.

## Fallecimientos
- 727: Agallianos Kontoskeles, oficial militar y líder rebelde bizantino (n. antes de 710).
- 850: Perfecto de Córdoba, monje y santo español (n. antes de 833).
- 1213: María de Montpellier, esposa de Pedro II de Aragón (n. 1180).

Roxelana, por Tiziano

- 1494: Domenico di Michelino, pintor florentino (n. 1417).
- 1552: John Leland, poeta inglés (n. 1502).
- 1555: Polidoro Virgilio, escritor y humanista italiano (n. 1470).
- 1556: Luigi Alamanni, poeta y político italiano (n. 1495).
- 1558: Roxelana, esposa legítima del sultán Süleyman y madre del sultán Selim II (c. 1502).
- 1587: John Foxe, historiador y escritor inglés (n. 1516).
- 1602: Andrés Hibernón, religioso y beato español (n. 1534).
- 1660: Susana Lorántffy, aristócrata húngara (n. 1600).
- 1674: John Graunt, demógrafo británico (n. 1620).
- 1679: Christian Hofmann von Hofmannswaldau, poeta alemán (n. 1617).
- 1689: George Jeffreys, juez y político galés (n. 1648).
- 1690: Carlos V de Lorena, aristócrata alemán (n. 1643).
- 1732: Louis Feuillée, astrónomo, geógrafo y botánico francés (n. 1660).

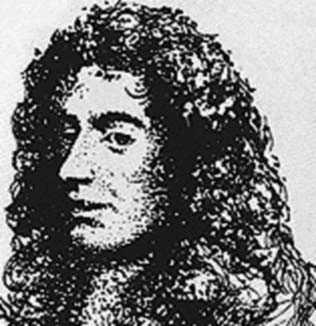
Jacques Cassini

- 1756: Jacques Cassini, astrónomo francés (n. 1677).
- 1758: Lorenz Heister, botánico y cirujano alemán (n. 1683).
- 1770: José Benegasi y Luján, escritor español (n. 1707).
- 1794: Jean-Joseph de Laborde, banquero y comerciante francés (n. 1724).
- 1794: Luc Siméon Auguste Dagobert, militar y aristócrata francés (n. 1736).
- 1796: Johan Wilcke, físico sueco (n. 1732).
- 1801: Noël François De Wailly, gramático francés (n. 1724).
- 1802: Erasmus Darwin, científico británico (n. 1731).
- 1803: Louis François Antoine Arbogast, político y matemático francés (n. 1759).
- 1804: Teodoro de Almeida, sacerdote y escritor portugués (n. 1722).

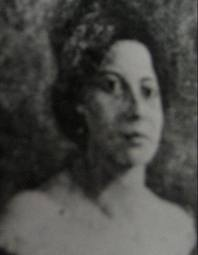
María Bibiana Benítez

- 1819: Juan Fernández de Rojas, escritor, historiador y humorista español (n. 1750).
- 1823: Fernando Camborda, escritor español (n. 1769).
- 1824: José Moldes, político y militar argentino (n. 1785).
- 1830: José Maurício Nunes García, sacerdote y compositor brasileño (n. 1767).
- 1845: Nicolas-Théodore de Saussure, químico suizo (n. 1767).
- 1850: Gustav Ernst von Stackelberg, aristócrata y diplomático ruso (n. 1766).
- 1853: William R. King, político estadounidense (n. 1786), que el 24 de marzo de 1853 había jurado como vicepresidente de Estados Unidos cerca de la villa de Matanzas (unos meses antes había viajado a Cuba debido a su tuberculosis).
- 1854: Józef Ksawery Elsner, compositor polaco (n. 1769).
- 1865: Léon Dufour, médico francés (n. 1780).
- 1866: Luca Passi, religioso italiano (n. 1789).
- 1866: Manuel María Sierra Moya, político español (n. 1799).
- 1873: María Bibiana Benítez, poetisa puertorriqueña (n. 1783).
- 1873: Miguel García Cuesta, obispo español (n. 1803).

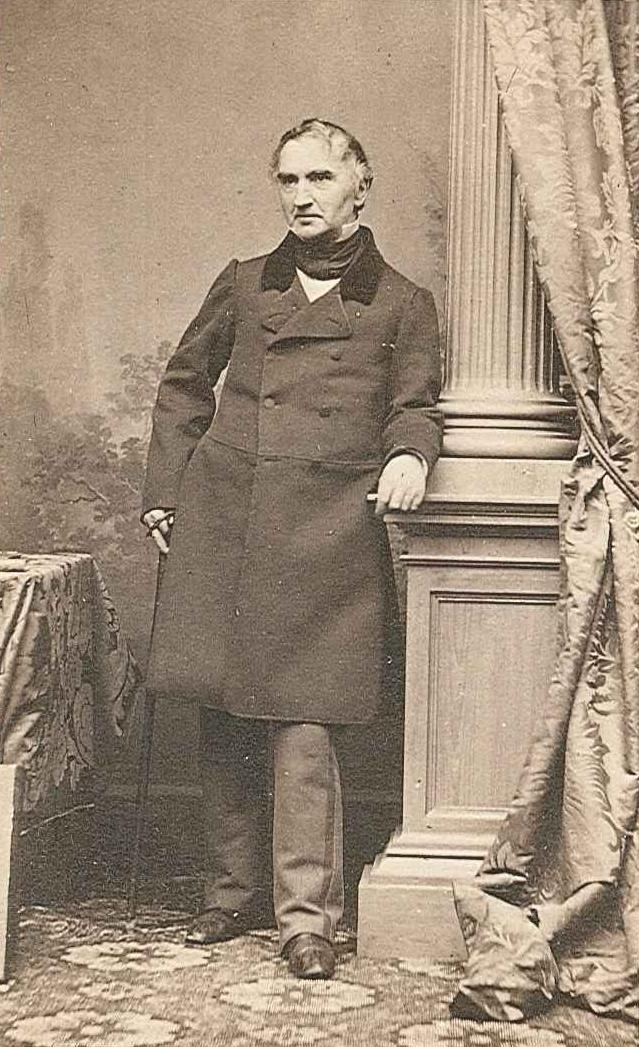
Justus von Liebig

- 1873: Justus von Liebig, químico alemán (n. 1803).
- 1875: Giovanni Strazza, escultor italiano (n. 1818).
- 1877: Franz Hanfstaengl, pintor alemán (n. 1804).
- 1878: Thomas Thomson, botánico británico (n. 1817).
- 1887: Ignacy Gurowski, aristócrata polaco (n. 1812).
- 1890: Caetano da Costa Alegre, poeta portugués (n. 1864).
- 1892: Agostino Todaro, botánico italiano (n. 1818).
- 1897: Gervasio Méndez, escritor y militar argentino (n. 1843).
- 1898: Gustave Moreau, pintor francés (n. 1826).
- 1899: Manuel Bulnes Pinto, militar y político chileno (n. 1842).
- 1900: Rudolf Charousek, ajedrecista húngaro (n. 1873).
- 1904: Sumner Paine, tirador olímpico estadounidense (n. 1868).
- 1905: Hugh Low, naturalista y explorador británico (n. 1824).Carlos Alfredo Becú

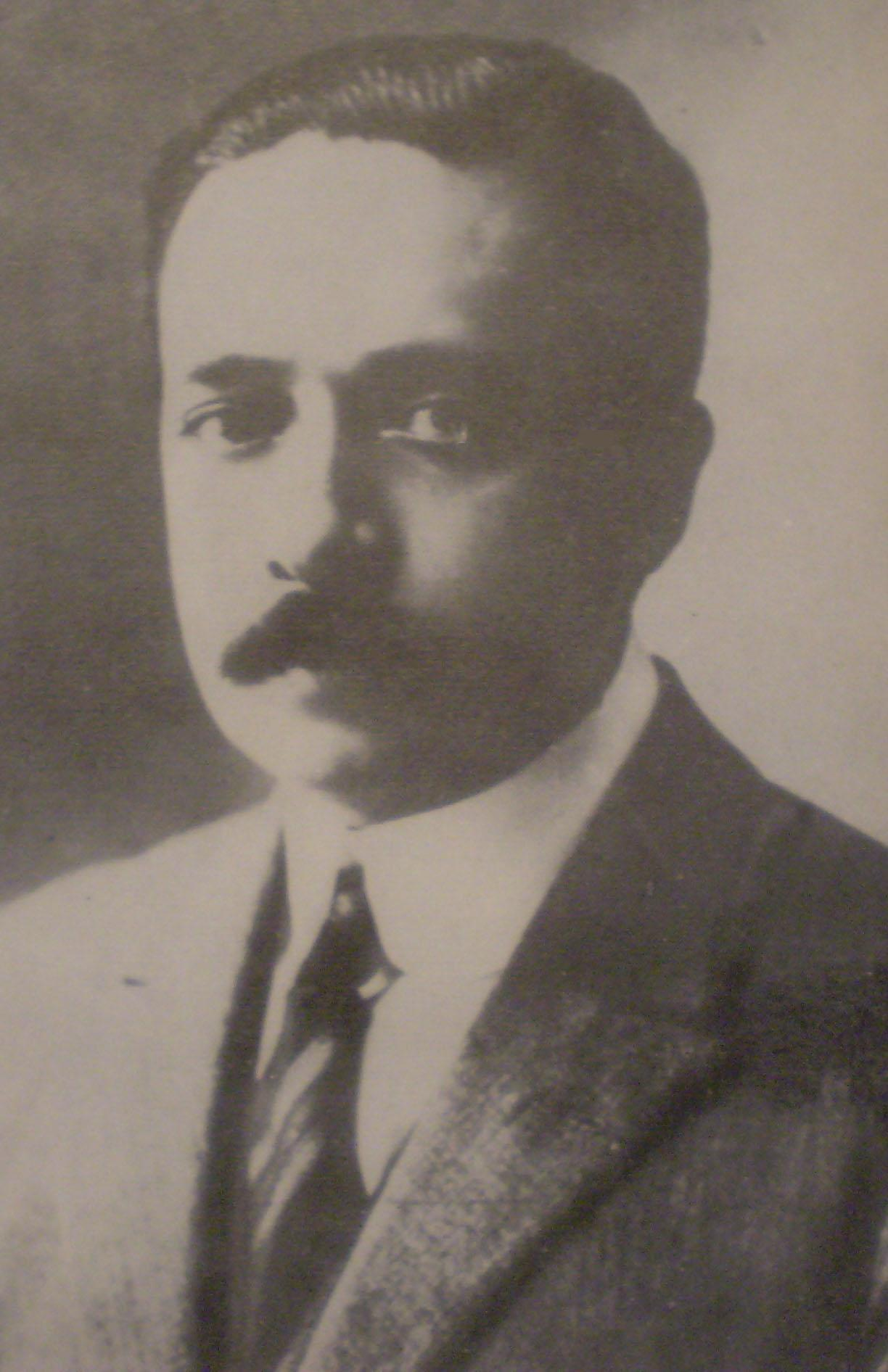
Carlos Alfredo Becú

- 1905: Enoch Sontonga, escritor y misionero sudafricano (n. 1873).
- 1905: Juan Valera, escritor español (n. 1824).
- 1906: Luis Martín García, religioso español (n. 1846).
- 1910: Augusto Arcimís, científico y meteorólogo español (n. 1844).
- 1910: Tomás Romero Hodges, político chileno (n. 1854).
- 1911: José Copas, revolucionario mexicano (n. antes de 1893).
- 1911: Rafael Merino, revolucionario mexicano (n. 1872).
- 1913: Lester Frank Ward, paleontólogo estadounidense (n. 1841).
- 1919: Joaquín Rucoba, arquitecto español (n. 1844).
- 1921: Joseph Reinach, escritor y político francés (n. 1856).
- 1924: Carlos Alfredo Becú, político argentino (n. 1879).
- 1925: Claudio López Bru, empresario, aristócrata y filántropo español (n. 1853).

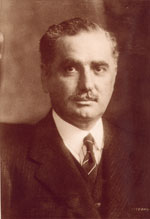
Enrique Santamarina

- 1927: José Tartiere, empresario español (n. 1848).
- 1928: José Joaquín Arrospide, obispo español (n. 1862).
- 1929: Evaristo Bozas Urrutia, periodista y escritor español (n. 1886).
- 1933: Johann F. Heymans, escrita surinamés (n. 1871).
- 1934: Raffaele Garofalo, jurista y criminólogo italiano (n. 1851).
- 1935: Panait Istrati, escritor rumano (n. 1884).
- 1936: Ottorino Respighi, compositor y director de orquesta italiano (n. 1879).
- 1937: Enrique Santamarina, político argentino (n. 1870).
- 1938: George Bryant, arquero estadounidense (n. 1878).
- 1939: Bertha Kalich, actriz alemana (n. 1874).
- 1941: Alexandros Korizis, político griego (n. 1885).
- 1941: Domenico Quattrociocchi, pintor italiano (n. 1872).
- 1942: Léon Marie Dufour, botánico francés (n. 1862).

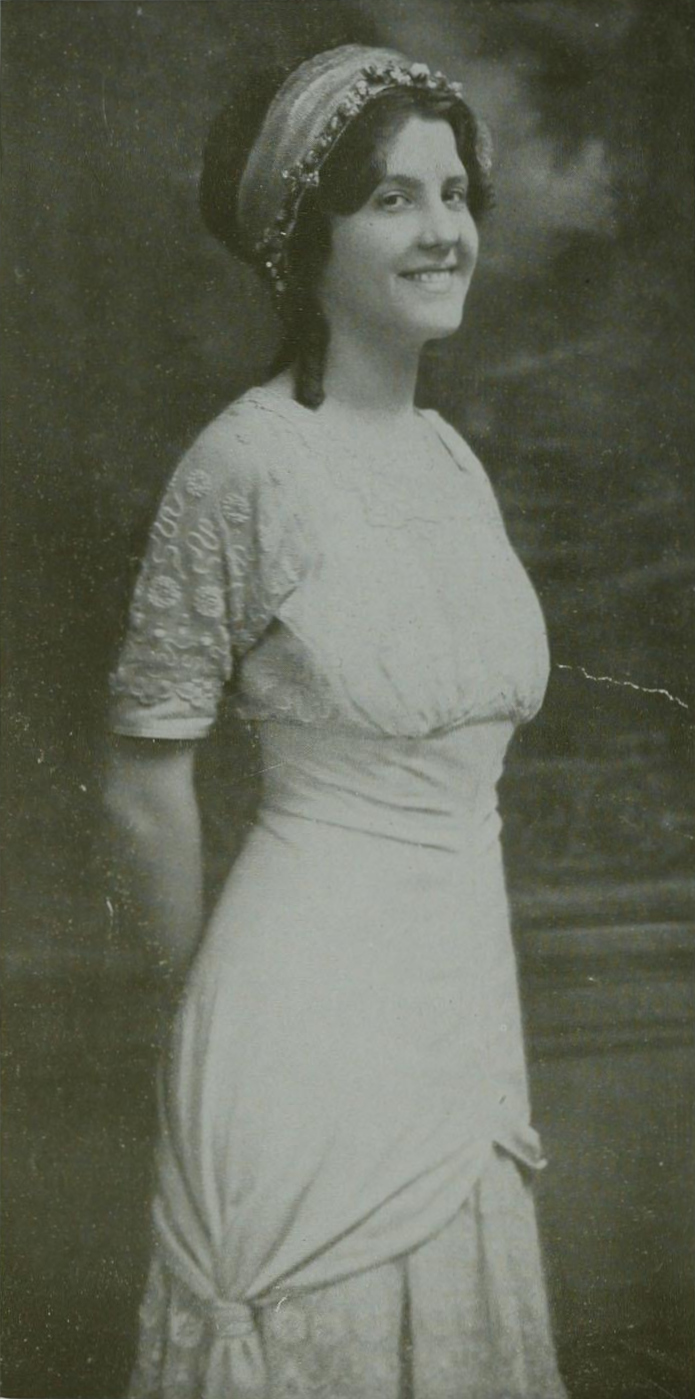
Gertrude Vanderbilt Whitney

- 1942: Leonid Kúbel, compositor ruso (n. 1891).
- 1942: Gertrude Vanderbilt Whitney, escultora y filántropa estadounidense (n. 1875).
- 1943: Isoroku Yamamoto, almirante japonés (n. 1884).
- 1945: John Ambrose Fleming, inventor británico (n. 1849).
- 1945: Guillermo Federico de Wied, príncipe albanés (n. 1876).
- 1945: Ernie Pyle, periodista estadounidense (n. 1900).
- 1947: Jozef Tiso, político y sacerdote eslovaco (n. 1887).
- 1948: Alberto Candia, político y sindicalista paraguayo (n. 1919).
- 1949: Leonard Bloomfield, filólogo estadounidense (n. 1887).
- 1949: Will Hay, actor y director británico (n. 1888).
- 1949: Franz Stassen, pìntor alemán (n. 1869).
- 1951: José Belbiure Serrano, escultor español (n. 1893).
- 1951: Óscar Carmona, político portugués (n. 1869).
- 1951: Humberto Trucco, abogado y juez chileno.
- 1954: George Kay, futbolista británico (n. 1891).
- 1954: Juan José Ríos, militar y político mexicano (n. 1882).

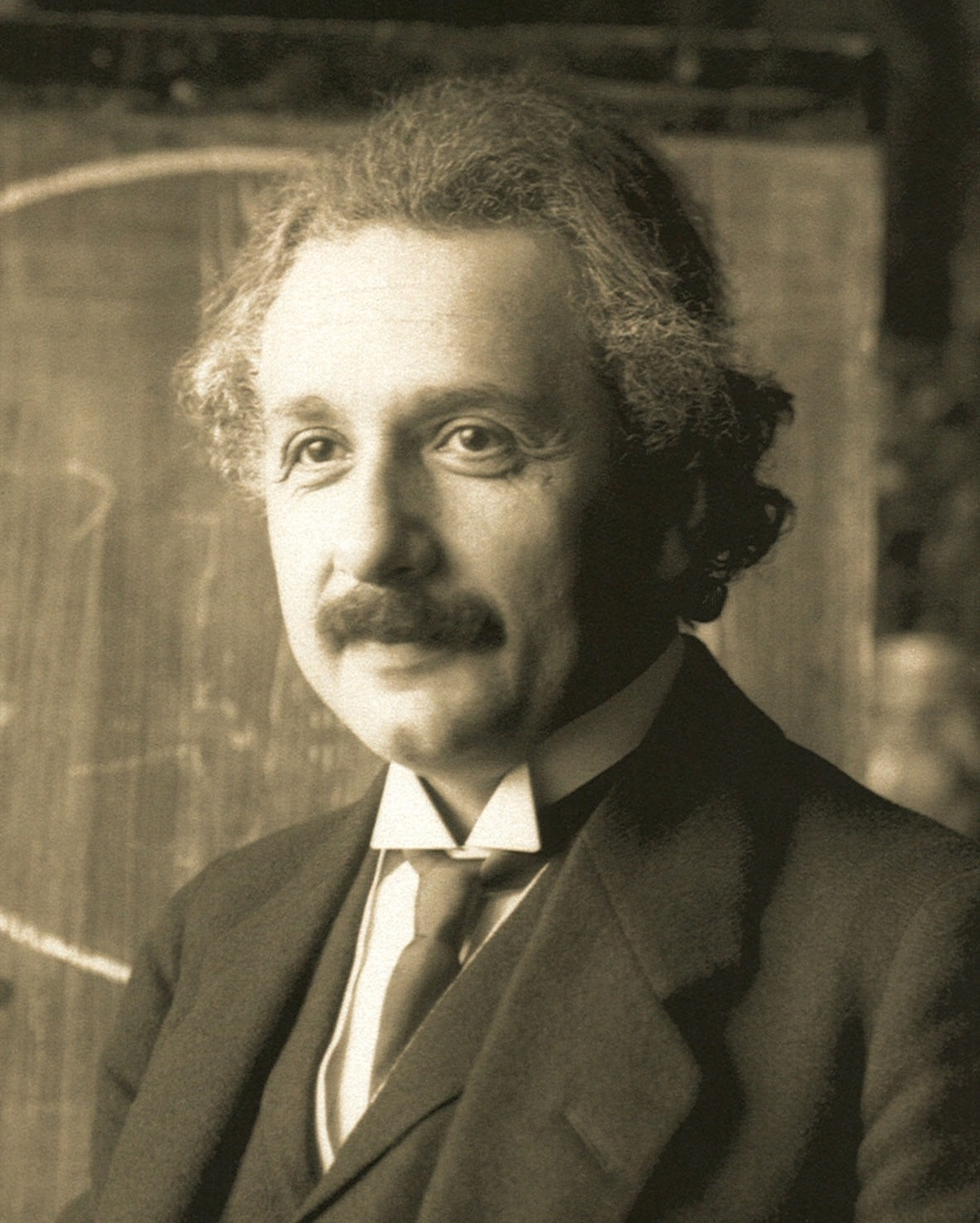
Albert Einstein

- 1955: Albert Einstein, científico alemán-estadounidense, premio nobel de física en 1921 (n. 1879).
- 1955: José Rafael Pocaterra, escritor venezolano (n. 1889).
- 1956: Acácio Lino, artista portugués (n. 1878).
- 1957: Francisco Tamayo Pacheco, político peruano (n. 1891).
- 1958: Maurice Gamelin, general francés (n. 1872).
- 1958: Luisa de Orleans, Princesa de Orleans (n. 1882).
- 1959: Wilhelm Nestle, filólogo clásico alemán (n. 1865).
- 1960: Nicolaas Wilhelmus Posthumus, economista neerlandés (n. 1880).
- 1961: Ernesto Jaén Guardia, político y presidente panameño (n. 1895).
- 1964: Fumio Asakura, escultor japonés (n. 1883).
- 1964: Ben Hecht, cineasta estadounidense (n. 1894).
- 1964: Hermes Peña Torres, militar cubano (n. 1938).
- 1965: Guillermo González Camarena, inventor mexicano (n. 1917).
- 1966: Mita von Ahlefeldt, actriz alemana (n. 1891).

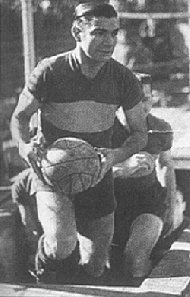
Pedro Arico Suárez

- 1967: Friedrich Heiler, teólogo alemán (n. 1892).
- 1968: Toribio Echevarría, escritor, político y humanista español (n. 1887).
- 1968: Enrique Pérez Serantes, obispo chileno (n. 1883).
- 1968: Manuel Romero de Terreros, historiador y escritor mexicano (n. 1880).
- 1970: Michał Kalecki, economista polaco (n. 1899).
- 1970: Glenn Tryon, cineasta estadounidense (n. 1898).
- 1972: Manuel Isidro Méndez, historiador español (n. 1882).
- 1972: Willie "The Lion" Smith, pianista, cantante y compositor estadounidense (n. 1897).
- 1974: Betty Compson, actriz estadounidense (n. 1897).
- 1974: Marcel Pagnol, novelista, guionista y cineasta francés (n. 1895).
- 1977: Manuel Sandoval Vallarta, físico mexicano (n. 1899).
- 1979: Pedro Arico Suárez, futbolista argentino (n. 1908).
- 1986: Marcel Dassault, magnate francés (n. 1892).
- 1986: Antonio Lauro, compositor venezolano (n. 1917).
- 1986: Eduardo Pisano, pintor español (n. 1912).
- 1986: Juan Luis Vassallo, escultor español (n. 1908).
- 1987: Federico Enrique Bruno Christmann, médico argentino (n. 1898).
- 1988: Pierre Desproges, humorista francés (n. 1939).
- 1988: Józef Łobodowski, escritor polaco (n. 1909).
- 1988: Antonín Puč, futbolista checoslovaco (n. 1907).
- 1990: Gory Guerrero, luchador profesional mexicano (n. 1921).
- 1990: Frédéric Rossif, director de cine francés (n. 1922).

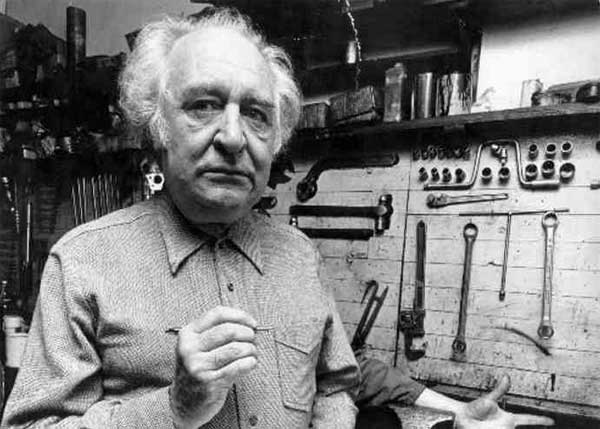
Gabriel Celaya

- 1991: Gabriel Celaya, escritor español (n. 1911).
- 1991: Barry Rogers, músico estadounidense (n. 1935).
- 1991: Zero (Martin Hannett), músico británico (n. 1948).
- 1992: Benny Hill, actor cómico y guionista británico (n. 1924).
- 1992: Frankie Howerd, actor británico (n. 1917).
- 1993: Elisabeth Frink, escultora y pintora británica (n. 1930).
- 1993: Masahiko Kimura, luchador japonés (n. 1917).
- 1993: Fernando Santos, actor español (n. 1923).
- 1994: Bernard Tramont, piloto de rally francés (n. 1938).
- 1995: Rafael Chaparro Madiedo, escritor colombiano (n. 1963).

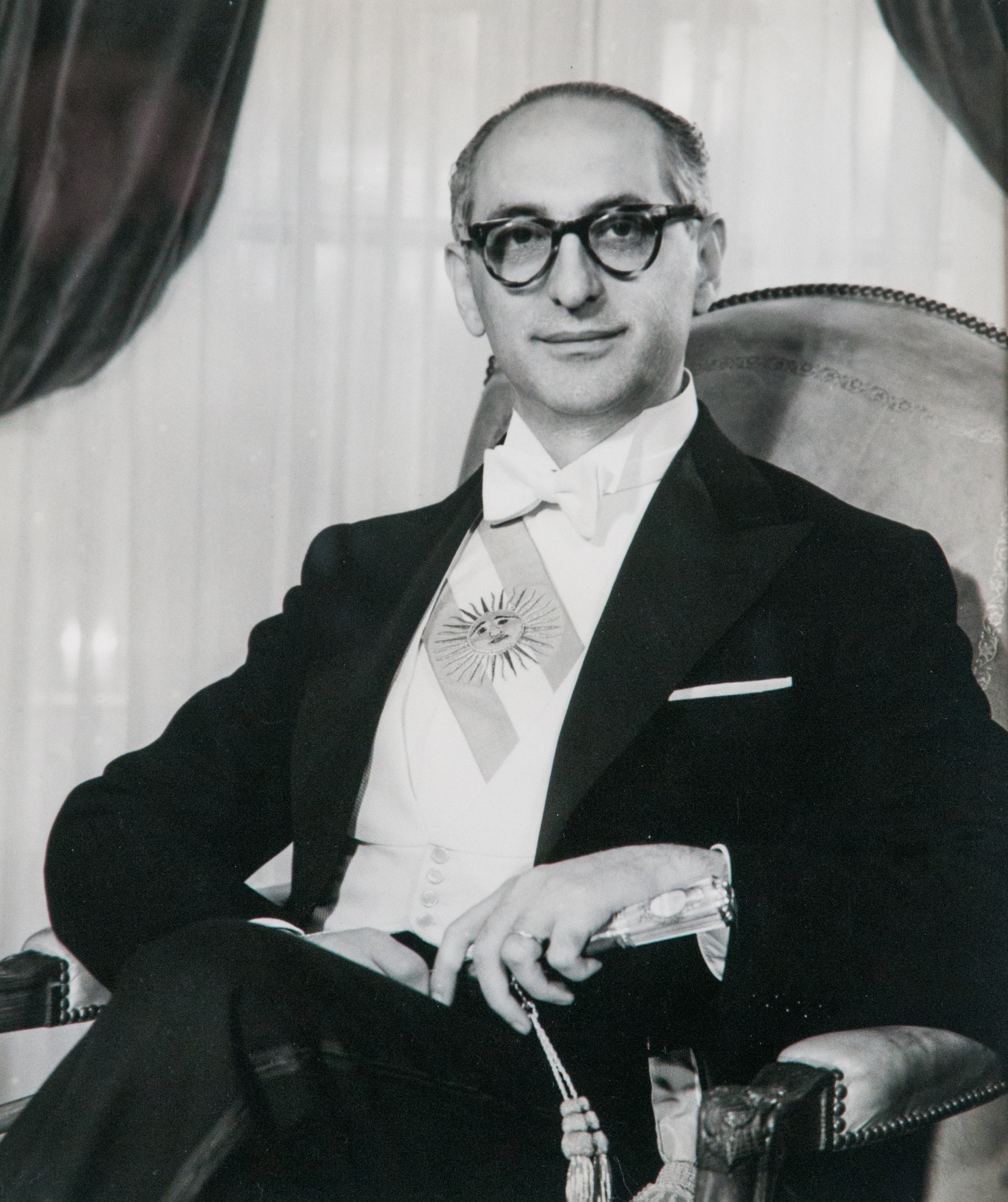
Arturo Frondizi

- 1995: Arturo Frondizi, presidente argentino (n. 1908).
- 1995: Peter van de Kamp, astrónomo neerlandés (n. 1901).
- 1995: Elvira Noriega, actriz española (n. 1914).
- 1996: Bernard Edwards, bajista estadounidense, de la banda Chic (n. 1952).
- 1996: Manuel López-Villaseñor, pintor español (n. 1924).
- 1997: Carlos Auyero, político argentino (n. 1936).
- 1997: Juan Félix Sánchez, artista venezolano (n. 1900).
- 1998: Nelson Gonçalves, músico brasileño (n. 1919).
- 1998: Linda Schele, arqueóloga estadounidense (n. 1942).
- 1999: Vicente Escrivá, cineasta español (n. 1913).
- 1999: Enrique Hormazábal, futbolista chileno (n. 1931).

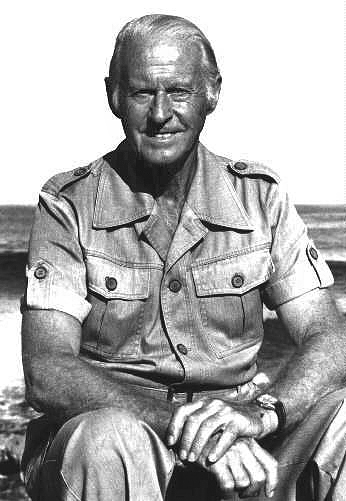
Thor Heyerdahl

- 2001: René Dahinden, zoólogo suizo (n. 1930).
- 2002: Thor Heyerdahl, explorador noruego (n. 1914).
- 2002: Wayne Hightower, baloncestista estadounidense (n. 1940).
- 2002: Wahoo McDaniel, luchador y jugador estadounidense de fútbol americano (n. 1938).
- 2003: Edgar Frank Codd, científico informático británico (n. 1923).
- 2003: Juan Bautista Villalba, futbolista paraguayo (n. 1924).
- 2003: Emil Loteanu, cineasta, actor y escritor moldavo (n. 1936).
- 2004: Frances Rafferty, actriz estadounidense (n. 1922).
- 2005: Maevia Noemí Correa, botánica argentina (n. 1914).
- 2005: Jorge Olavarría, político, historiador y periodista venezolano (n. 1933).
- 2006: Aída Alberti, actriz argentina (n. 1915).

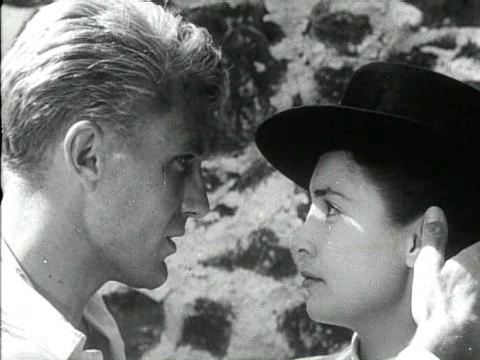
Joy Page

- 2006: Manuel Capdevila, pintor y orfebre catalán (n. 1910).
- 2006: Mercedes Palomino, actriz canadiense (n. 1913).
- 2006: Gregorio Weinberg, escritor, historiador, editor y educador argentino (n. 1919).
- 2007: John T. Parsons, ingeniero estadounidense (n. 1913).
- 2008: Erminio Favalli, futbolista italiano (n. 1944).
- 2008: Joy Page, actriz estadounidense (n. 1924).
- 2009: Enrique Franco, compositor español (n. 1920).
- 2009: Fernando Hilbeck, actor español (n. 1933).
- 2011: Juan Pedro Domecq, ganadero español (n. 1942).
- 2012: Juan Carlos Araujo, actor argentino (n. 1930).
- 2012: Carlos Castrodeza, filósofo español (n. 1945).
- 2012: José Cerviño Cerviño, obispo español (n. 1920).

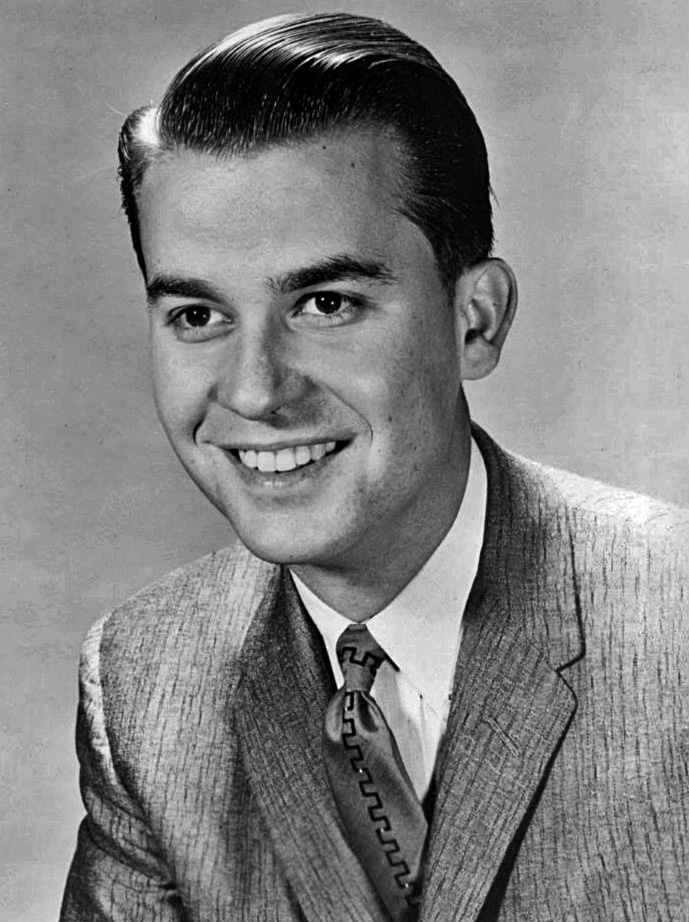
Dick Clark

- 2012: Dick Clark, presentador estadounidense (n. 1929).
- 2012: Jorge Santistevan de Noriega, abogado peruano (n. 1945).
- 2013: Ilona Edelsheim-Gyulai, noble húngara (n. 1918), esposa de István Horthy.
- 2013: Mario Franco, periodista y político argentino (n. 1923).
- 2013: Jack Price, futbolista británico (n. 1918).
- 2013: Storm Thorgerson, diseñador gráfico británico (n. 1944).
- 2014: Guru Dhanapal, director de cine indio (n. 1959).
- 2014: Dylan Tombides, futbolista australiano (n. 1994).
- 2019: Lorraine Warren, médium y clarividente estadounidense (n. 1927).
- 2020: Amparo Dávila, escritora mexicana (n. 1928).
- 2020: Alejandro Algara, tenor lírico mexicano (n. 1928).
- 2021: José Luis Rosasco, escritor chileno (n. 1935).
- 2021: Tremaine Stewart, futbolista jamaicano (n. 1988).
- 2023: Sergio DeFassio, actor comediante mexicano (n.1952).
- 2023: Pablo González Casanova, sociólogo mexicano, rector de la Universidad Nacional Autónoma de México entre 1970 y 1972 (n. 1922).
- 2023: Charles Stanley, escritor, teólogo y pastor bautista estadounidense (n. 1932).
- 2024: Dickey Betts, músico estadounidense, de la banda The Allman Brothers Band (n. 1943).

## Celebraciones
- Día Internacional de los Monumentos y Sitios.[3]

- Día Mundial del Radioaficionado.[4]

 Por países
(Por orden alfabético)
- Zimbabue: 
  - Día de la Independencia.

Compartidas
- Unión Europea:
  - Día Europeo de los Derechos de los Pacientes.

### Santoral católico
- Santa Antía
- Santa Antusa de Constantinopla.
- Santa Atanasia de Egina.[5]
- San Elpidio de Melitene.
- San Eusebio de Fano.
- San Galdino Della Sala.
- San Hermógenes de Melitene.
- San Juan Isauro.
- San Molasio de Leighlin.
- San Perfecto de Córdoba.[6]
- San Pusicio de Persia.
- San Ursmaro de Lobbes.
- Beato Andrés Hibernón.[7]
- Beato Andrés de Montereale.[8]
- Beato Idesbaldo de Brujas.
- Beato José Moreau.
- Beata María de la Encarnación Avrillot.[9]
- Beato Roman Archutowski.[10]
- Beato Luca Passi.
- Beata Savina Petrilli.[11]